# Sveriges kommuner 1952
Efter kommunreformen 1952 bestod Sverige av 1037 kommuner, varav 133 städer, 88 köpingar och 816 landskommuner. Det var en minskning från 2 498 året före reformen. Länen är placerade efter dåtidens länskodsordning.

## Stockholms stad
- Stockholms stad

### Förändringar 1952–1970
1 januari 1968
- Överståthållarämbetet lades ner och Stockholms stad uppgick i Stockholms län.

## Stockholms län

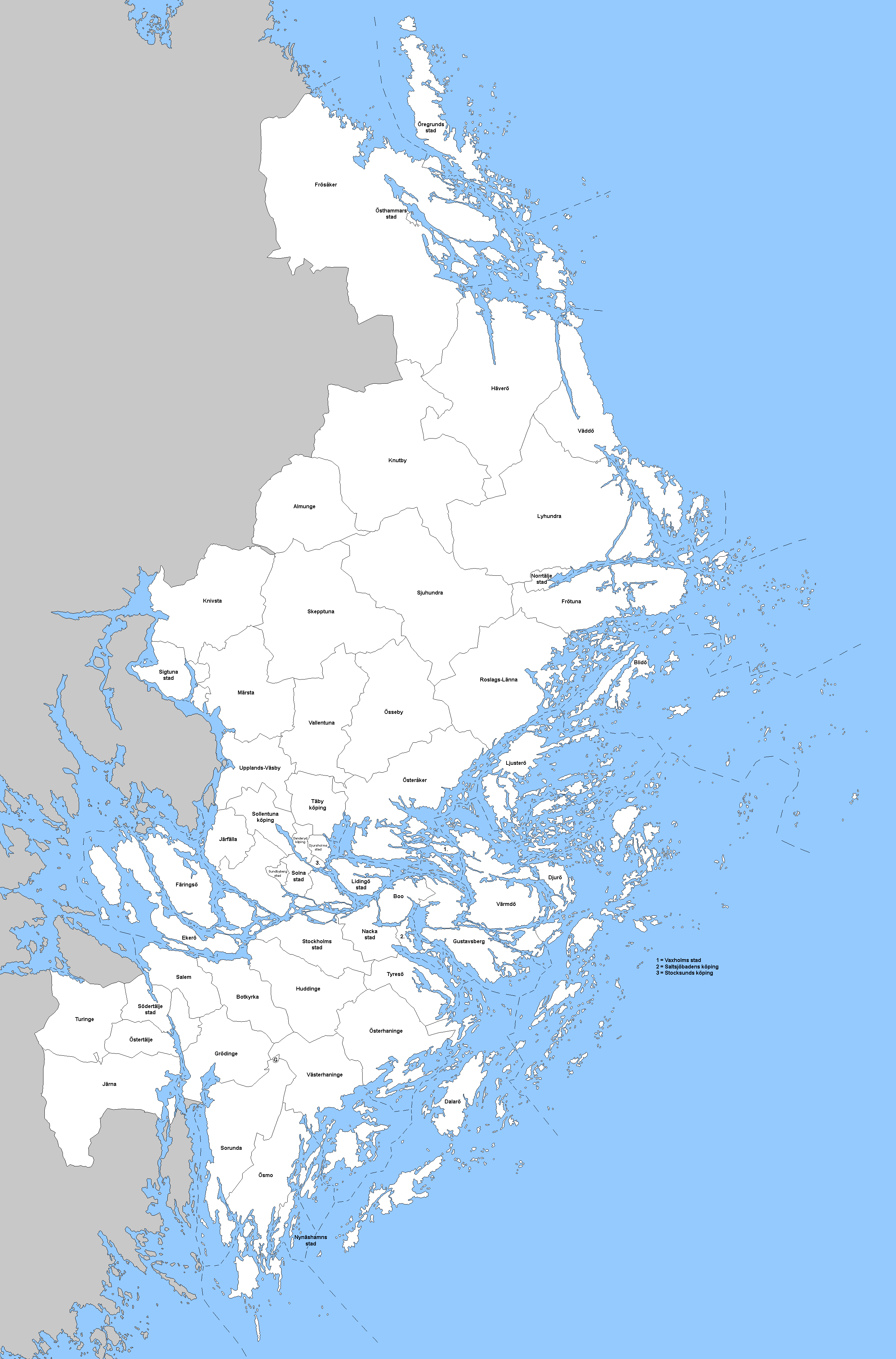
Kommuner i Stockholms län med Stockholms stad 1952. Notera att länsgränsen har ändrats sedan dess.

Städer (12 st):
| - Djursholms stad - Lidingö stad - Nacka stad - Norrtälje stad - Nynäshamns stad - Sigtuna stad | - Solna stad - Sundbybergs stad - Södertälje stad - Vaxholms stad - Öregrunds stad - Östhammars stad |

Köpingar (5 st):
| - Danderyds köping - Saltsjöbadens köping - Sollentuna köping | - Stocksunds köping - Täby köping |

Landskommuner (38 st):
| - Almunge landskommun - Blidö landskommun - Boo landskommun - Botkyrka landskommun - Dalarö landskommun - Djurö landskommun - Ekerö landskommun - Frösåkers landskommun - Frötuna landskommun - Färingsö landskommun - Grödinge landskommun - Gustavsbergs landskommun - Huddinge landskommun - Häverö landskommun - Järfälla landskommun - Järna landskommun - Knivsta landskommun - Knutby landskommun - Ljusterö landskommun | - Lyhundra landskommun - Märsta landskommun - Roslags-Länna landskommun - Salems landskommun - Sjuhundra landskommun - Skepptuna landskommun - Sorunda landskommun - Turinge landskommun - Tyresö landskommun - Upplands-Väsby landskommun - Vallentuna landskommun - Väddö landskommun - Värmdö landskommun - Västerhaninge landskommun - Ösmo landskommun - Össeby landskommun - Österhaninge landskommun - Östertälje landskommun - Österåkers landskommun |

### Förändringar 1952–1970
1 januari 1957
- Frösåkers landskommun uppgick i Östhammars stad.

1 januari 1959
- Dalarö landskommun uppgick i Österhaninge landskommun.

1 januari 1963
- Östertälje landskommun uppgick i Södertälje stad.

1 januari 1967
- Stocksunds köping uppgick i Djursholms stad.
- Enhörna landskommun uppgick i Södertälje stad.
- Öregrunds stad uppgick i Östhammars stad.
- Husby-Långhundra församling ur upplösta Skepptuna landskommun uppgick i Knivsta landskommun.
- Lunda församling, Skepptuna församling och Vidbo församling ur upplösta Skepptuna landskommun uppgick i Märsta landskommun.
- Ljusterö landskommun uppgick i Österåkers landskommun.
- Roslags-Kulla församling ur Roslags-Länna landskommun uppgick i Österåkers landskommun.
- Rimbo landskommun bildades av Sjuhundra landskommun och Gottröra församling och Närtuna församling ur upplösta Skepptuna landskommun.

1 januari 1968
- Stockholms stad uppgick i länet då Överståthållarämbetet lades ner.

## Uppsala län

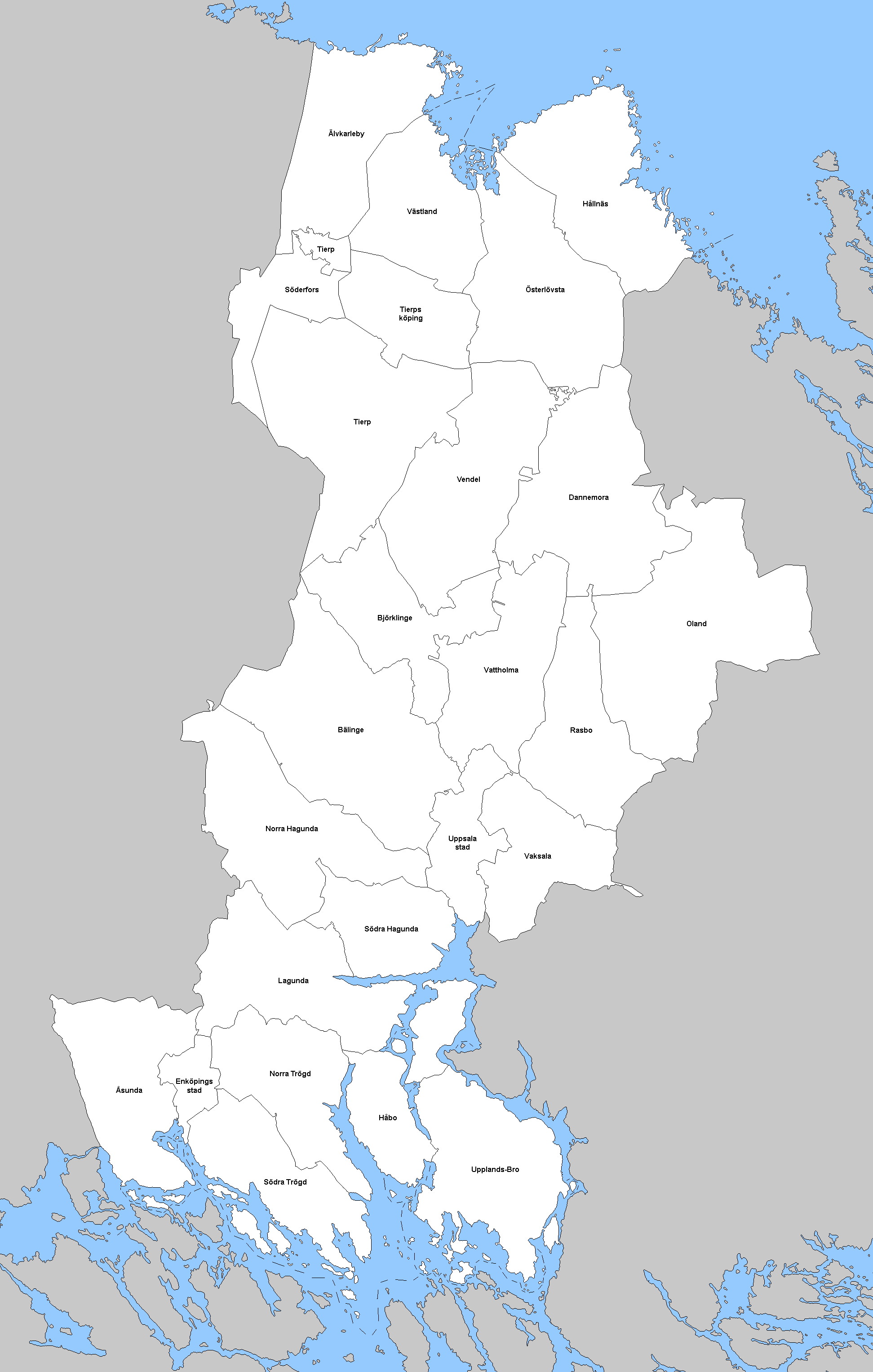
Kommuner i Uppsala län 1952. Notera att länsgränsen har ändrats sedan dess.

Städer (2 st):
| - Enköpings stad | - Uppsala stad |

| Köpingar (1 st): - Tierps köping |

Landskommuner (22 st):
| - Björklinge landskommun - Bälinge landskommun - Dannemora landskommun - Håbo landskommun - Hållnäs landskommun - Lagunda landskommun - Norra Hagunda landskommun - Norra Trögds landskommun - Olands landskommun - Rasbo landskommun - Söderfors landskommun | - Södra Hagunda landskommun - Södra Trögds landskommun - Tierps landskommun - Upplands-Bro landskommun - Vaksala landskommun - Vattholma landskommun - Vendels landskommun - Västlands landskommun - Åsunda landskommun - Älvkarleby landskommun - Österlövsta landskommun |

### Förändringar 1952–1970
1 januari 1967
- Vaksala landskommun och Södra Hagunda landskommun uppgick i Uppsala stad.
- Rasbo landskommun uppgick i Olands landskommun.

## Södermanlands län

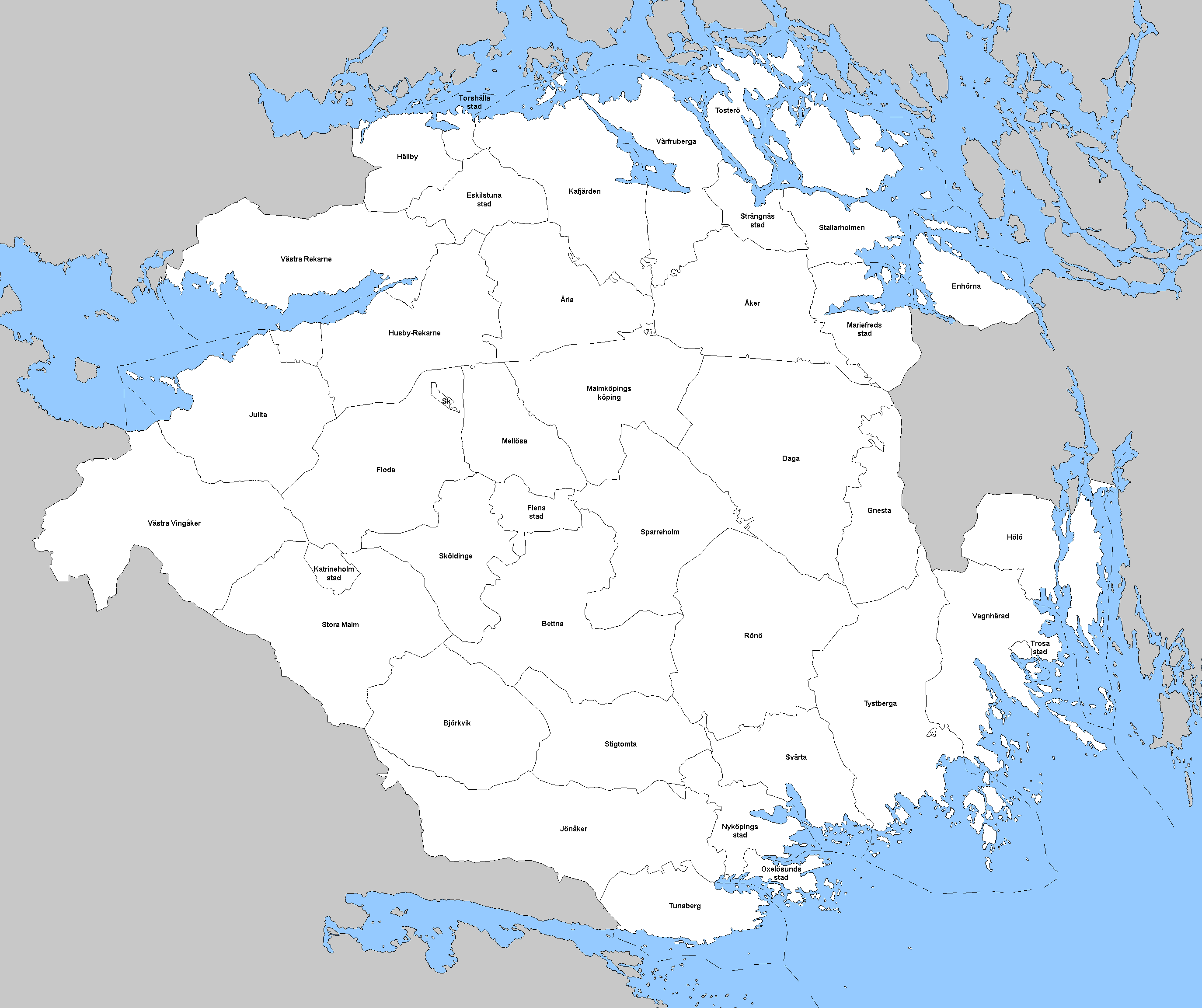
Kommuner i Södermanlands län 1952. Notera att länsgränsen har ändrats sedan dess. Vid kommunreformen på 1970-talet överfördes hela Hölö, Enhörna samt del av Mariefreds stad (Taxinge församling) till Stockholms län.

Städer (9 st):
| - Eskilstuna stad - Flens stad - Katrineholms stad - Mariefreds stad - Nyköpings stad | - Oxelösunds stad - Strängnäs stad - Torshälla stad - Trosa stad |

Köpingar (1 st):
| - Malmköpings köping |

Landskommuner (29 st):
| - Bettna landskommun - Björkviks landskommun - Daga landskommun - Enhörna landskommun - Floda landskommun - Gnesta landskommun - Husby-Rekarne landskommun - Hällby landskommun - Hölö landskommun - Julita landskommun - Jönåkers landskommun - Kafjärdens landskommun - Mellösa landskommun - Rönö landskommun - Sköldinge landskommun | - Sparreholms landskommun - Stallarholmens landskommun - Stigtomta landskommun - Stora Malms landskommun - Svärta landskommun - Tosterö landskommun - Tunabergs landskommun - Tystberga landskommun - Vagnhärads landskommun - Vårfruberga landskommun - Västra Rekarne landskommun - Västra Vingåkers landskommun - Åkers landskommun - Ärla landskommun |

### Förändringar 1952–1970
1 januari 1955
- Gnesta landskommun ombildades till Gnesta köping.

1 januari 1963
- Västra Vingåkers landskommun namnändrades till Vingåkers landskommun.

1 januari 1965
- Sparreholms landskommun uppgick i Flens stad.

1 januari 1967
- Svärta landskommun uppgick i Nyköpings stad.
- Enhörna landskommun uppgick i Södertälje stad, Stockholms län.

## Östergötlands län

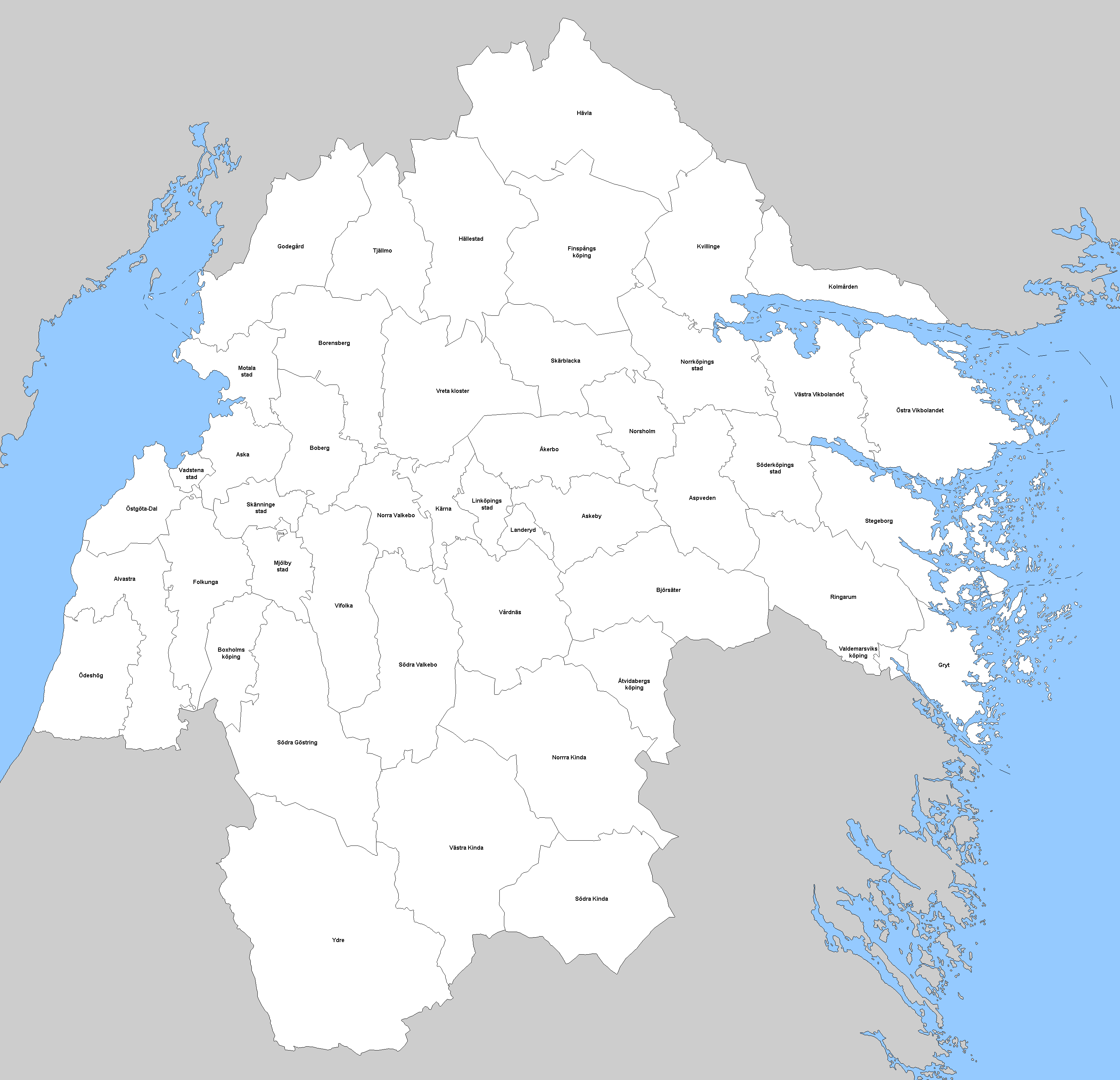
Kommuner i Östergötlands län 1952. Notera att länsgränsen har ändrats sedan dess. Del av Tjust-Eds och Uknadalens landskommun mottogs från Kalmar län vid kommunreformen på 1970-talet.

Städer (7 st):
| - Linköpings stad - Mjölby stad - Motala stad - Norrköpings stad | - Skänninge stad - Söderköpings stad - Vadstena stad |

Köpingar (4 st):
| - Boxholms köping - Finspångs köping | - Valdemarsviks köping - Åtvidabergs köping |

Landskommuner (36 st):
| - Alvastra landskommun - Aska landskommun - Askeby landskommun - Aspvedens landskommun - Björsäters landskommun - Bobergs landskommun - Borensbergs landskommun - Folkunga landskommun - Godegårds landskommun - Gryts landskommun - Hällestads landskommun - Hävla landskommun - Kolmårdens landskommun - Kvillinge landskommun - Kärna landskommun - Landeryds landskommun - Norra Kinda landskommun - Norra Valkebo landskommun | - Norsholms landskommun - Ringarums landskommun - Skärblacka landskommun - Stegeborgs landskommun - Södra Göstrings landskommun - Södra Kinda landskommun - Södra Valkebo landskommun - Tjällmo landskommun - Vifolka landskommun - Vreta klosters landskommun - Vårdnäs landskommun - Västra Kinda landskommun - Västra Vikbolandets landskommun - Ydre landskommun - Åkerbo landskommun - Ödeshögs landskommun - Östgöta-Dals landskommun - Östra Vikbolandets landskommun |

### Förändringar 1952–1970
1 januari 1961
- Askeby landskommun uppgick i Åkerbo landskommun.

1 januari 1963
- Landeryds landskommun uppgick i Linköpings stad.
- Norsholms landskommun uppgick i Skärblacka landskommun.

1 januari 1967
- Kärna landskommun uppgick i Linköpings stad.
- Östgöta-Dals landskommun uppgick i Vadstena stad.
- Vikbolandets landskommun bildades av Västra Vikbolandets landskommun och Östra Vikbolandets landskommun.

1 januari 1969
- Alvastra landskommun uppgick i Ödeshögs landskommun.

## Jönköpings län

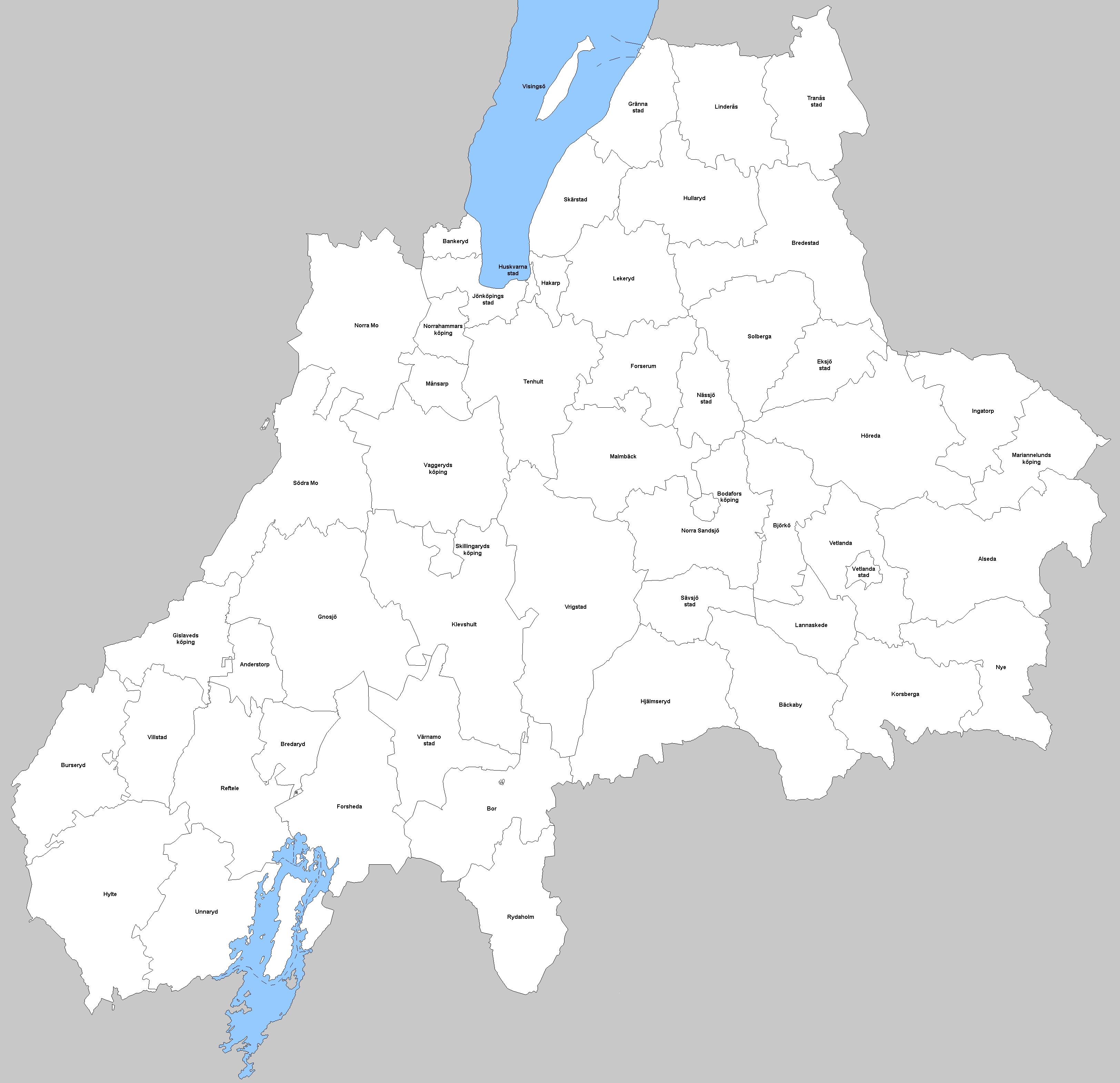
Kommuner i Jönköpings län 1952. Notera att länsgränsen har ändrats sedan dess. Hylte landskommun och Unnaryds landskommun(utom Bolmsö socken) överfördes till Hallands län på 1970-talet, likaså Tannåkers socken samt ö-delen av Bolmsö till Kronobergs län. Dessutom har Habo kommun och Mullsjö kommun tillkommit 1998 från Skaraborgs län.

Städer (9 st):
| - Eksjö stad - Gränna stad - Huskvarna stad - Jönköpings stad - Nässjö stad | - Sävsjö stad - Tranås stad - Vetlanda stad - Värnamo stad |

Köpingar (6 st):
| - Bodafors köping - Gislaveds köping - Mariannelunds köping | - Norrahammars köping - Skillingaryds köping - Vaggeryds köping |

Landskommuner (39 st):
| - Alseda landskommun - Anderstorps landskommun - Bankeryds landskommun - Björkö landskommun - Bors landskommun - Bredaryds landskommun - Bredestads landskommun - Burseryds landskommun - Bäckaby landskommun - Forserums landskommun - Forsheda landskommun - Gnosjö landskommun - Hakarps landskommun - Hjälmseryds landskommun - Hullaryds landskommun - Hylte landskommun - Höreda landskommun - Ingatorps landskommun - Klevshults landskommun - Korsberga landskommun | - Lannaskede landskommun - Lekeryds landskommun - Linderås landskommun - Malmbäcks landskommun - Månsarps landskommun - Norra Mo landskommun - Norra Sandsjö landskommun - Nye landskommun - Reftele landskommun - Rydaholms landskommun - Skärstads landskommun - Solberga landskommun - Södra Mo landskommun - Tenhults landskommun - Unnaryds landskommun - Vetlanda landskommun - Villstads landskommun - Visingsö landskommun - Vrigstads landskommun |

### Förändringar 1952–1970
1 januari 1953
- Anderstorps landskommun ombildades till Anderstorps köping.

1 januari 1967
- Hakarps landskommun uppgick i Huskvarna stad.
- Linderås landskommun uppgick i Tranås stad.
- Aneby landskommun bildades av Bredestads landskommun och Hullaryds landskommun.

## Kronobergs län

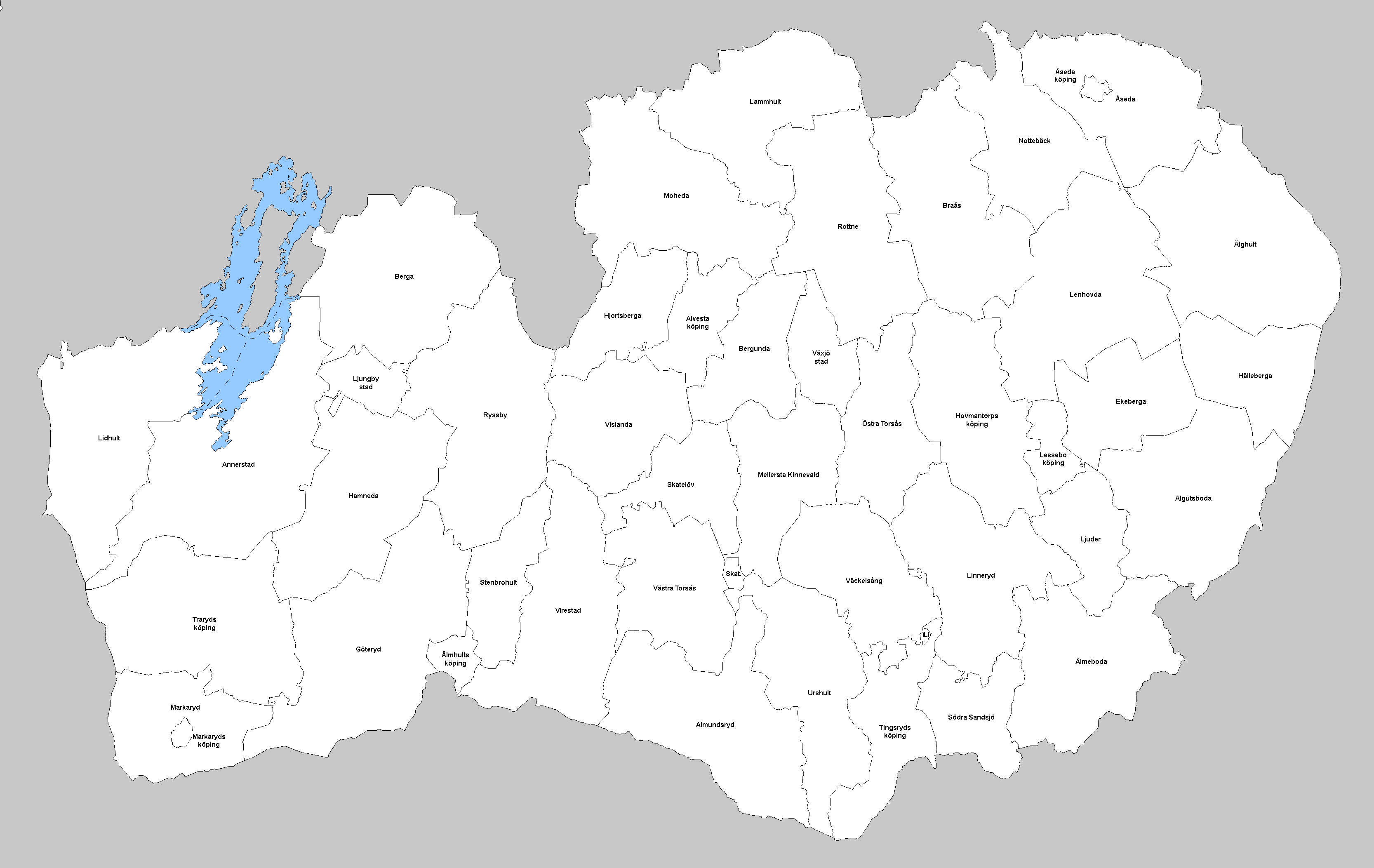
Kommuner i Kronobergs län 1952. Notera att länsgränsen har ändrats sedan dess. Hälleberga, Algutsboda och del av Älmeboda landskommun överfördes till Kalmar län vid kommunreformen på 1970-talet. Samtidigt mottog Kronobergs län Tannåkers socken samt ö-delen av Bolmsö från Jönköpings län.

Städer (2 st):
| - Ljungby stad | - Växjö stad |

Köpingar (8 st):
| - Alvesta köping - Hovmantorps köping - Lessebo köping - Markaryds köping | - Tingsryds köping - Traryds köping - Åseda köping - Älmhults köping |

Landskommuner (34 st):
| - Algutsboda landskommun - Almundsryds landskommun - Annerstads landskommun - Berga landskommun - Bergunda landskommun - Braås landskommun - Ekeberga landskommun - Göteryds landskommun - Hamneda landskommun - Hjortsberga landskommun - Hälleberga landskommun - Lammhults landskommun - Lenhovda landskommun - Lidhults landskommun - Linneryds landskommun - Ljuders landskommun - Markaryds landskommun | - Mellersta Kinnevalds landskommun - Moheda landskommun - Nottebäcks landskommun - Rottne landskommun - Ryssby landskommun - Skatelövs landskommun - Stenbrohults landskommun - Södra Sandsjö landskommun - Urshults landskommun - Virestads landskommun - Vislanda landskommun - Väckelsångs landskommun - Västra Torsås landskommun - Åseda landskommun - Älghults landskommun - Älmeboda landskommun - Östra Torsås landskommun |

### Förändringar 1952–1970
1 januari 1957
- Lenhovda landskommun ombildades till Lenhovda köping.

1 januari 1958
- Almundsryds landskommun ombildades till Almundsryds köping.

1 januari 1960
- Markaryds landskommun uppgick i Markaryds köping.

1 januari 1963
- Hjortsberga landskommun uppgick i Alvesta köping.

1 januari 1965
- Åseda landskommun uppgick i Åseda köping.

1 januari 1967
- Almundsryds köping namnändrades till Ryds köping.

1 januari 1969
- Algutsboda landskommun uppgick i Emmaboda köping, Kalmar län.
- Hälleberga landskommun uppgick i Nybro stad, Kalmar län.

## Kalmar län

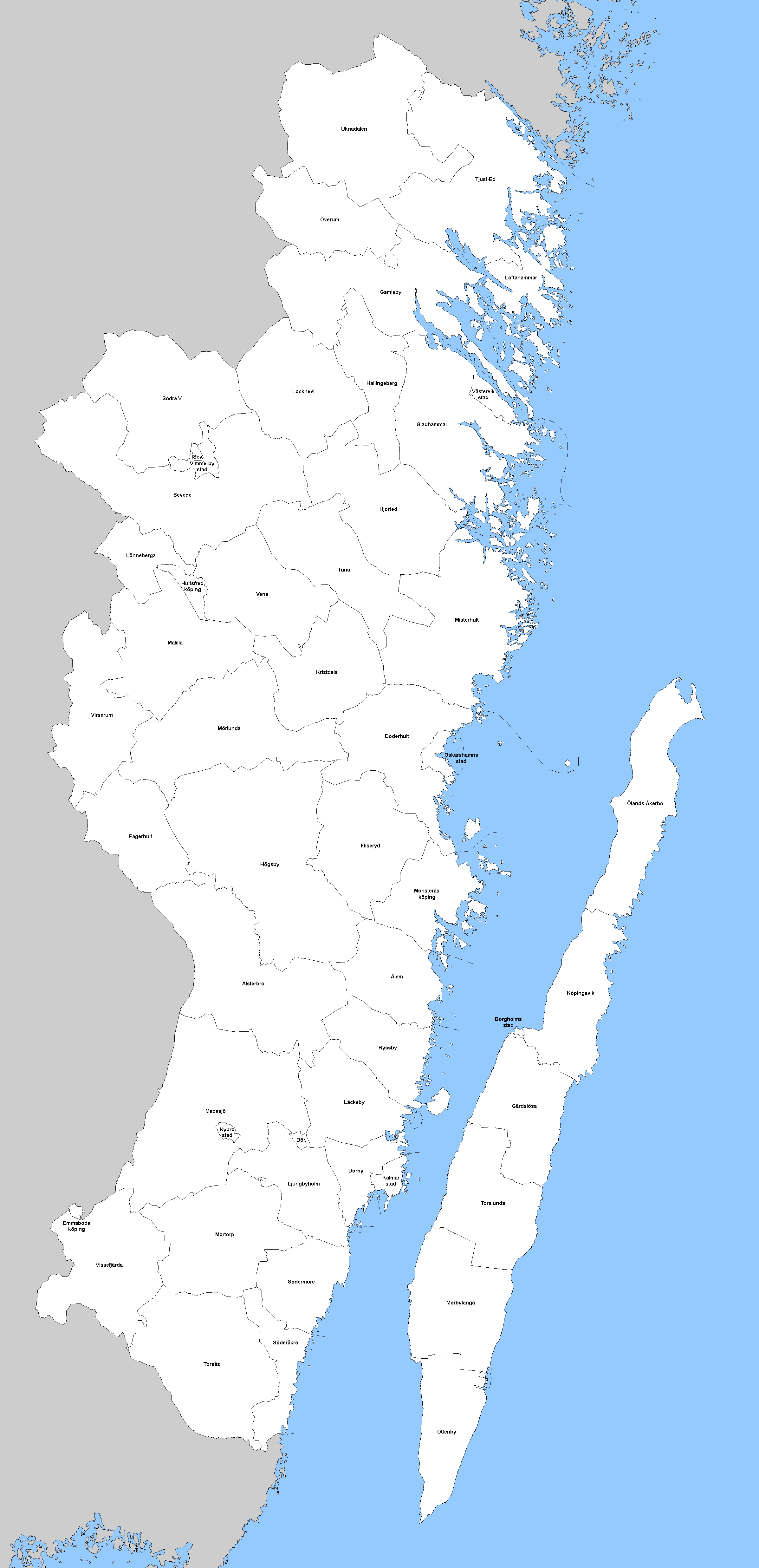
Kommuner i Kalmars län 1952. Notera att länsgränsen har ändrats sedan dess. Del av Tjust-Eds och Uknadalens landskommun överfördes till Östergötlands län vid kommunreformen på 1970-talet. Samtidigt mottog Kalmars län Hälleberga, Algutsboda och del av Älmeboda landskommun från Kronobergs län.

Städer (6 st):
| - Borgholms stad - Kalmar stad - Nybro stad | - Oskarshamns stad - Vimmerby stad - Västerviks stad |

Köpingar (3 st):
| - Emmaboda köping - Hultsfreds köping | - Mönsterås köping |

Landskommuner (41 st):
| - Alsterbro landskommun - Döderhults landskommun - Dörby landskommun - Fagerhults landskommun - Fliseryds landskommun - Gamleby landskommun - Gladhammars landskommun - Gärdslösa landskommun - Hallingebergs landskommun - Hjorteds landskommun - Högsby landskommun - Kristdala landskommun - Köpingsviks landskommun - Ljungbyholms landskommun - Locknevi landskommun - Loftahammars landskommun - Läckeby landskommun - Lönneberga landskommun - Madesjö landskommun - Misterhults landskommun - Mortorps landskommun | - Målilla landskommun - Mörbylånga landskommun - Mörlunda landskommun - Ottenby landskommun - Ryssby landskommun - Sevede landskommun - Södermöre landskommun - Söderåkra landskommun - Södra Vi landskommun - Tjust-Eds landskommun - Torslunda landskommun - Torsås landskommun - Tuna landskommun - Uknadalens landskommun - Vena landskommun - Virserums landskommun - Vissefjärda landskommun - Ålems landskommun - Ölands-Åkerbo landskommun - Överums landskommun |

### Förändringar 1952–1970
1 januari 1956
- Virserums landskommun ombildades till Virserums köping.

1 januari 1965
- Dörby landskommun uppgick i Kalmar stad.

1 januari 1967
- Döderhults landskommun, Kristdala landskommun och Misterhults landskommun uppgick i Oskarshamns stad.
- Gladhammars landskommun uppgick i Västerviks stad.
- Ottenby landskommun uppgick i Mörbylånga landskommun.

1 januari 1969
- Gärdslösa landskommun och Köpingsviks landskommun uppgick i Borgholms stad.
- Alsterbro landskommun, Hälleberga landskommun från Kronobergs län, Madesjö landskommun, Oskars församling ur Mortorps landskommun och Sankt Sigfrids församling ur Ljungbyholms landskommun uppgick i Nybro stad.
- Vissefjärda landskommun och Algutsboda landskommun från Kronobergs län uppgick i Emmaboda köping.
- Lönneberga landskommun och Målilla landskommun uppgick i Hultsfreds köping.
- Fagerhults landskommun uppgick i Högsby landskommun.

## Gotlands län

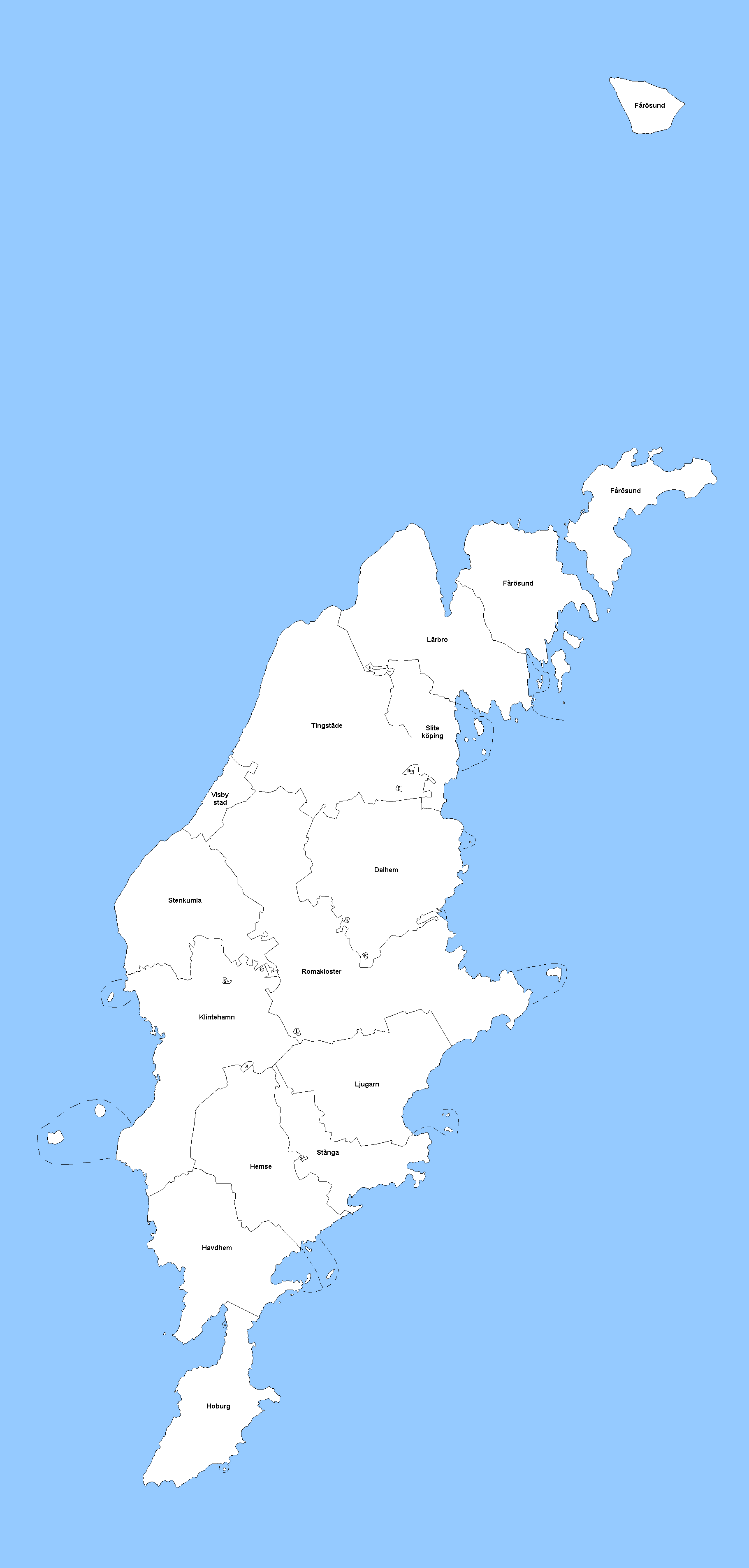
Kommuner år 1952 i Gotlands län. Länsgränsen är den samma idag som då.

Städer (1 st):
| - Visby stad |

Köpingar (1 st):
| - Slite köping |

Landskommuner (12 st):
| - Dalhems landskommun - Fårösunds landskommun - Havdhems landskommun - Hemse landskommun - Hoburgs landskommun - Klintehamns landskommun | - Ljugarns landskommun - Lärbro landskommun - Romaklosters landskommun - Stenkumla landskommun - Stånga landskommun - Tingstäde landskommun |

## Blekinge län

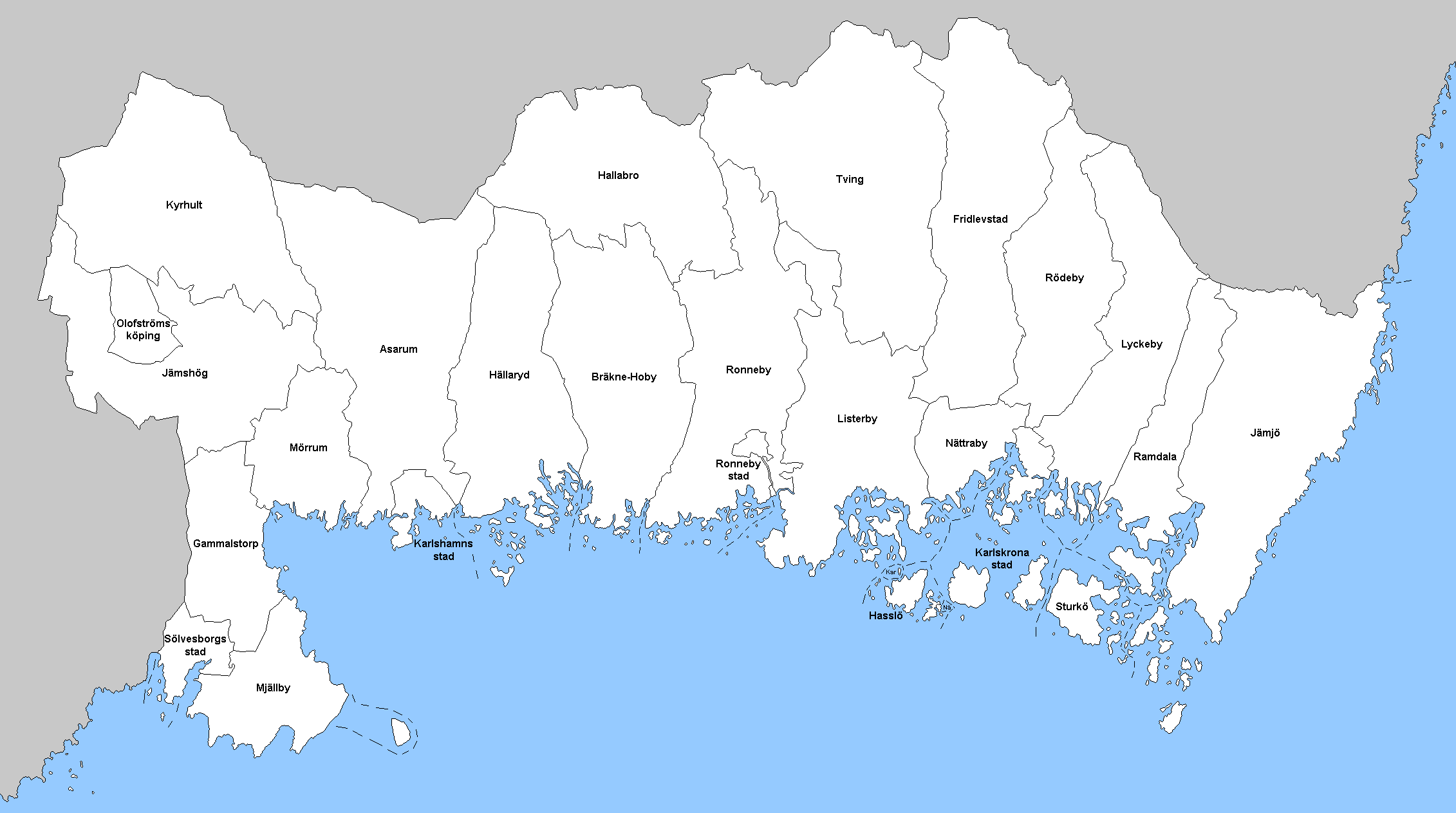
Kommuner år 1952 i Blekinge län. Länsgränsen är den samma idag som då.

Städer (4 st):
| - Karlshamns stad - Karlskrona stad | - Ronneby stad - Sölvesborgs stad |

Köpingar (1 st):
| - Olofströms köping |

Landskommuner (20 st):
| - Asarums landskommun - Bräkne-Hoby landskommun - Fridlevstads landskommun - Gammalstorps landskommun - Hallabro landskommun - Hasslö landskommun - Hällaryds landskommun - Jämjö landskommun - Jämshögs landskommun - Kyrkhults landskommun | - Listerby landskommun - Lyckeby landskommun - Mjällby landskommun - Mörrums landskommun - Nättraby landskommun - Ramdala landskommun - Ronneby landskommun - Rödeby landskommun - Sturkö landskommun - Tvings landskommun |

### Förändringar 1952–1970
1 januari 1963
- Tvings landskommun delades och Eringsboda församling uppgick i Kallinge landskommun och Tvings församling uppgick i Fridlevstads landskommun.
- Ramdala landskommun och Sturkö landskommun uppgick i Jämjö landskommun.
- Hallabro landskommun och Ronneby landskommun uppgick i Kallinge landskommun.

1 januari 1967
- Asarums landskommun, Mörrums landskommun och Hällaryds landskommun uppgick i Karlshamns stad.
- Lyckeby landskommun uppgick i Karlskrona stad.
- Bräkne-Hoby landskommun, Kallinge landskommun och Listerby landskommun uppgick i Ronneby stad.
- Jämshögs landskommun och Kyrkhults landskommun uppgick i Olofströms köping.

## Kristianstads län

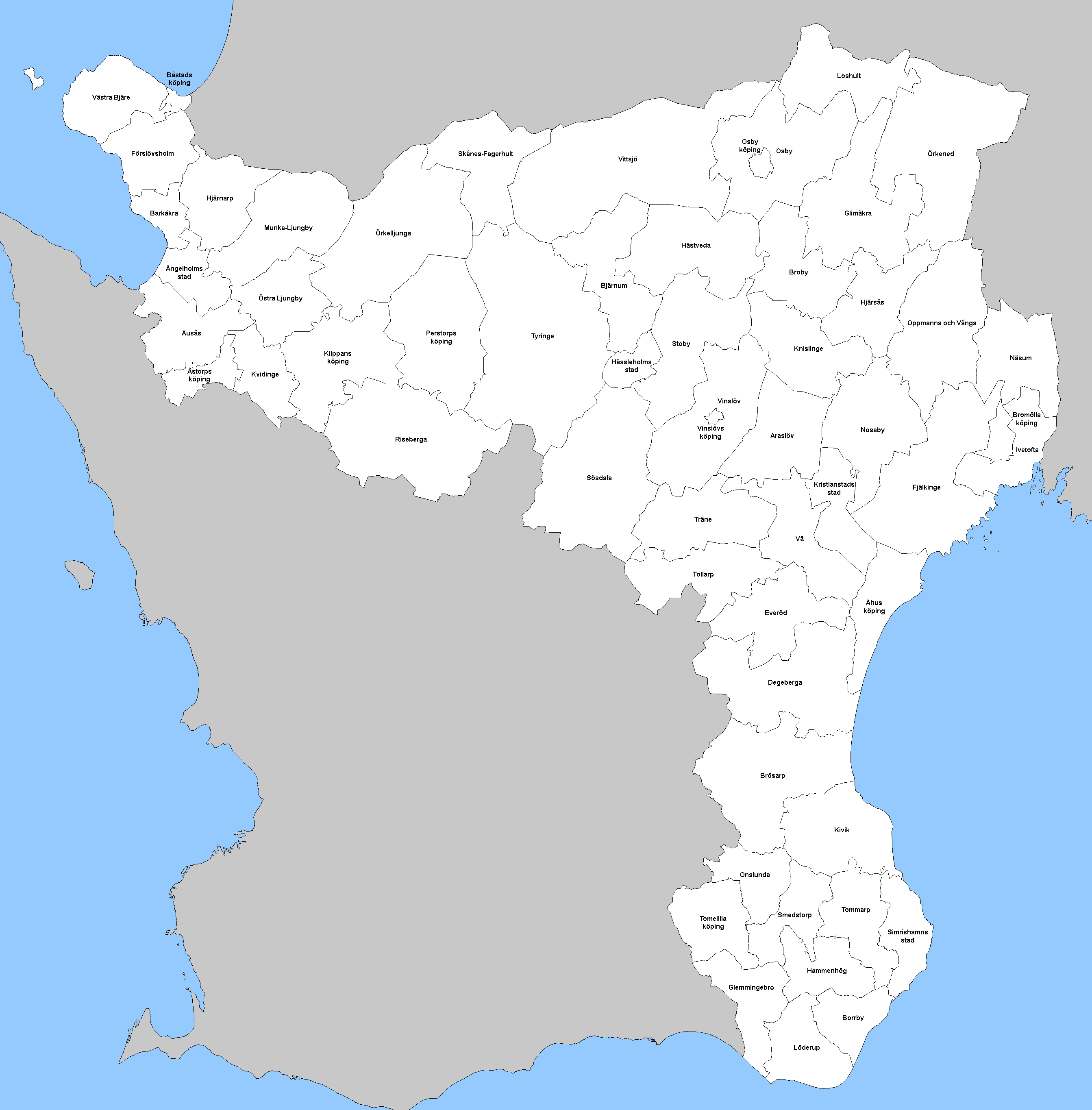
Kommuner år 1952 i dåvarande Kristianstads län. Notera att länsgränsen har ändrats sedan dess. Delar av Sösdala och Glemmingebro samt hela Löderup har överförts från Kristianstads län till Malmöhus län. Kristianstads län mottog också del av Karup (från (Hallands län) vid 1970-talets kommunreform. Båda länen gick år 1997 upp i Skåne län.

Städer (4 st):
| - Hässleholms stad - Kristianstads stad | - Simrishamns stad - Ängelholms stad |

Köpingar (9 st):
| - Bromölla köping - Båstads köping - Klippans köping - Osby köping - Perstorps köping | - Tomelilla köping - Vinslövs köping - Åhus köping - Åstorps köping |

Landskommuner (45 st):
| - Araslövs landskommun - Ausås landskommun - Barkåkra landskommun - Bjärnums landskommun - Borrby landskommun - Broby landskommun - Brösarps landskommun - Degeberga landskommun - Everöds landskommun - Fjälkinge landskommun - Förslövsholms landskommun - Glemmingebro landskommun - Glimåkra landskommun - Hammenhögs landskommun - Hjärnarps landskommun - Hjärsås landskommun - Hästveda landskommun - Ivetofta landskommun - Kiviks landskommun - Knislinge landskommun - Kvidinge landskommun - Loshults landskommun - Löderups landskommun | - Munka-Ljungby landskommun - Nosaby landskommun - Näsums landskommun - Onslunda landskommun - Oppmanna och Vånga landskommun - Osby landskommun - Riseberga landskommun - Skånes-Fagerhults landskommun - Smedstorps landskommun - Stoby landskommun - Sösdala landskommun - Tollarps landskommun - Tommarps landskommun - Träne landskommun - Tyringe landskommun - Vinslövs landskommun - Vittsjö landskommun - Vä landskommun - Västra Bjäre landskommun - Örkelljunga landskommun - Örkeneds landskommun - Östra Ljungby landskommun |

### Förändringar 1952–1970
1 januari 1962
- Osby landskommun uppgick i Osby köping.

1 januari 1967
- Araslövs landskommun, Nosaby landskommun, Träne landskommun och Vä landskommun uppgick i Kristianstads stad.
- Ivetofta landskommun uppgick i Bromölla köping.

1 januari 1969
- Hammenhögs landskommun upplöstes och Östra Ingelstads församling uppgick i Tomelilla köping medan Hannas församling, Vallby församling och Östra Herrestads församling uppgick i Simrishamns stad.
- Borrby landskommun och Tommarps landskommun uppgick i Simrishamns stad.
- Brösarps landskommun upplöstes och Ravlunda församling uppgick i Simrishamns stad medan Andrarums församling, Eljaröds församling och Fågeltofta församling uppgick i Tomelilla köping.
- Onslunda landskommun och Smedstorps landskommun uppgick i Tomelilla köping.
- Tjörnarps församling ur Sösdala landskommun uppgick i Höörs köping, Malmöhus län.

## Malmöhus län

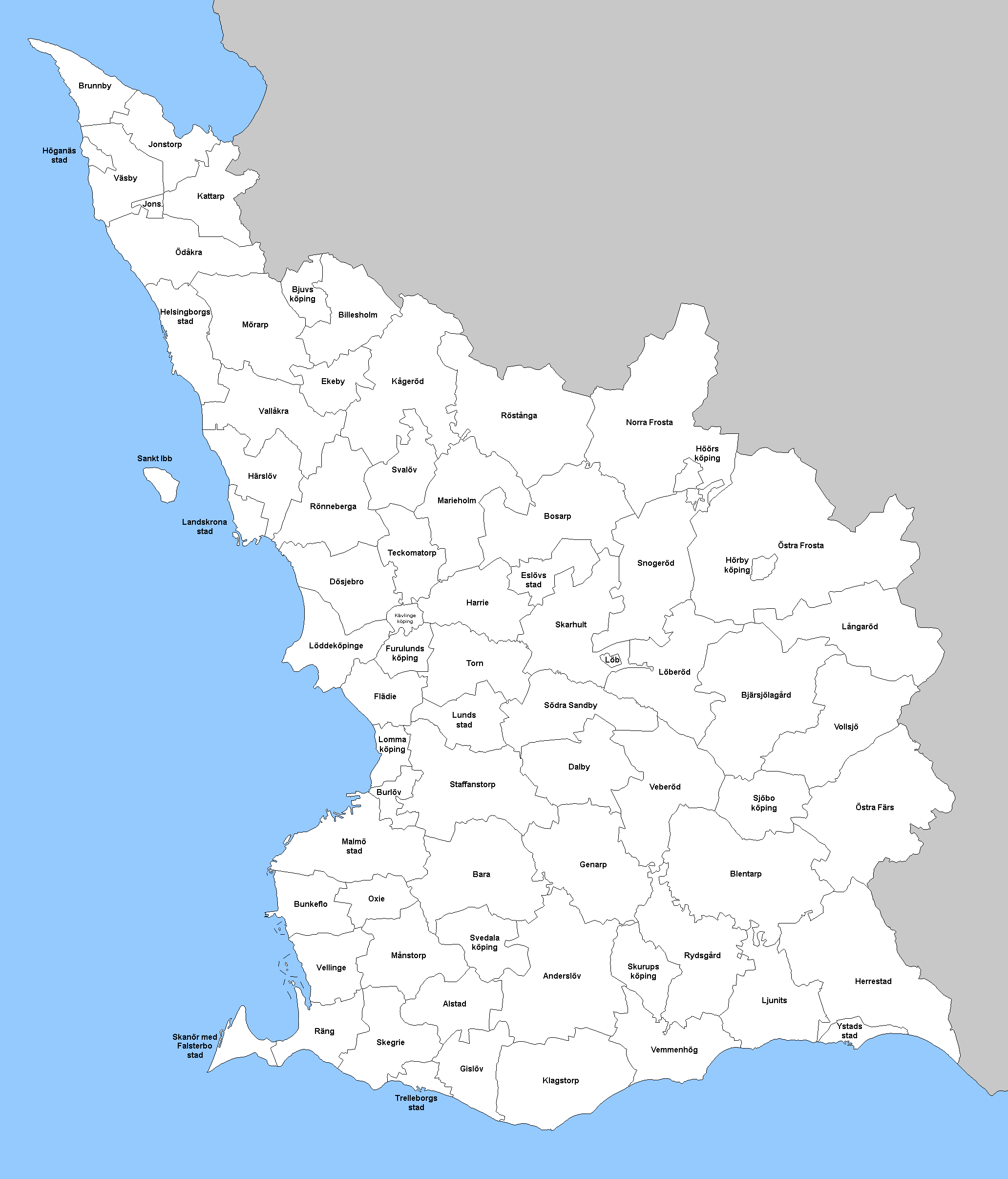
Kommuner år 1952 i dåvarande Malmöhus län. Notera att länsgränsen har ändrats sedan dess. Delar av Sösdala och Glemmingebro samt hela Löderup har senare överförts från Kristianstads län till Malmöhus län. Båda länen gick år 1997 upp i Skåne län.

Städer (9 st):
| - Eslövs stad - Hälsingborgs stad - Höganäs stad - Landskrona stad - Lunds stad | - Malmö stad - Skanör med Falsterbo stad - Trelleborgs stad - Ystads stad |

Köpingar (9 st):
| - Bjuvs köping - Furulunds köping - Hörby köping - Höörs köping - Kävlinge köping | - Lomma köping - Sjöbo köping - Skurups köping - Svedala köping |

Landskommuner (54 st):
| - Alstads landskommun - Anderslövs landskommun - Bara landskommun - Billesholms landskommun - Bjärsjölagårds landskommun - Blentarps landskommun - Bosarps landskommun - Brunnby landskommun - Bunkeflo landskommun - Burlövs landskommun - Dalby landskommun - Dösjebro landskommun - Ekeby landskommun - Flädie landskommun - Genarps landskommun - Gislövs landskommun - Harrie landskommun - Herrestads landskommun - Härslövs landskommun - Jonstorps landskommun - Kattarps landskommun - Klagstorps landskommun - Kågeröds landskommun - Ljunits landskommun - Långaröds landskommun - Löberöds landskommun - Löddeköpinge landskommun - Marieholms landskommun | - Månstorps landskommun - Mörarps landskommun - Norra Frosta landskommun - Oxie landskommun - Rydsgårds landskommun - Rängs landskommun - Rönneberga landskommun - Röstånga landskommun - Sankt Ibbs landskommun - Skarhults landskommun - Skegrie landskommun - Snogeröds landskommun - Staffanstorps landskommun - Svalövs landskommun - Södra Sandby landskommun - Teckomatorps landskommun - Torns landskommun - Vallåkra landskommun - Veberöds landskommun - Vellinge landskommun - Vemmenhögs landskommun - Vollsjö landskommun - Väsby landskommun - Ödåkra landskommun - Östra Frosta landskommun - Östra Färs landskommun |

### Förändringar 1952–1970
1 januari 1955
- Simlinge församling ur Klagstorps landskommun uppgick i Gislövs landskommun.

1 januari 1959
- Sankt Ibbs landskommun uppgick i Landskrona stad.

1 januari 1963
- Flädie landskommun uppgick i Lomma köping.

1 januari 1967
- Bosarps landskommun uppgick i Eslövs stad.
- Väsby landskommun uppgick i Höganäs stad.
- Dösjebro landskommun upplöstes och Dagstorps församling och Västra Karaby församling uppgick i Kävlinge köping medan Annelövs församling och Saxtorps församling uppgick i Landskrona stad.
- Torns landskommun uppgick i Lunds stad.
- Oxie landskommun uppgick i Malmö stad.
- Alstads landskommun, Gislövs landskommun, Klagstorps landskommun och Skegrie landskommun uppgick i Trelleborgs stad.
- Anderslövs landskommun upplöstes och Börringe församling uppgick i Svedala köping medan Grönby församling, Gärdslövs församling och Önnarps församling uppgick i Trelleborgs stad.

1 januari 1969
- Billinge församling ur Röstånga landskommun, Hurva församling ur Snogeröds landskommun samt Remmarlövs församling, Örtofta församling och del av Västra Sallerups församling ur Harrie landskommun uppgick i Eslövs stad.
- Rönneberga landskommun upplöstes och Asmundtorps församling och Tofta församling uppgick i Landskrona stad medan Billeberga församling och Sireköpinge församling uppgick i Svalövs landskommun.
- Furulunds köping, Södervidinge församling ur upplösta Teckomatorps landskommun och Stora Harrie församling, Lilla Harrie församling och Virke församling ur upplösta Harrie landskommun uppgick i Kävlinge köping.
- Långaröds landskommun och Östra Frosta landskommun uppgick i Hörby köping.
- Snogeröds landskommun upplöstes och Hurva församling uppgick i Eslövs stad medan Bosjöklosters församling och Gudmuntorps församling uppgick i Höörs köping.
- Tjörnarps församling från Kristianstads län och Norra Frosta landskommun uppgick i Höörs köping.
- Kågeröds landskommun och de resterande delarna av upplösta Röstånga landskommun och Teckomatorps landskommun uppgick i Svalövs landskommun.

## Hallands län

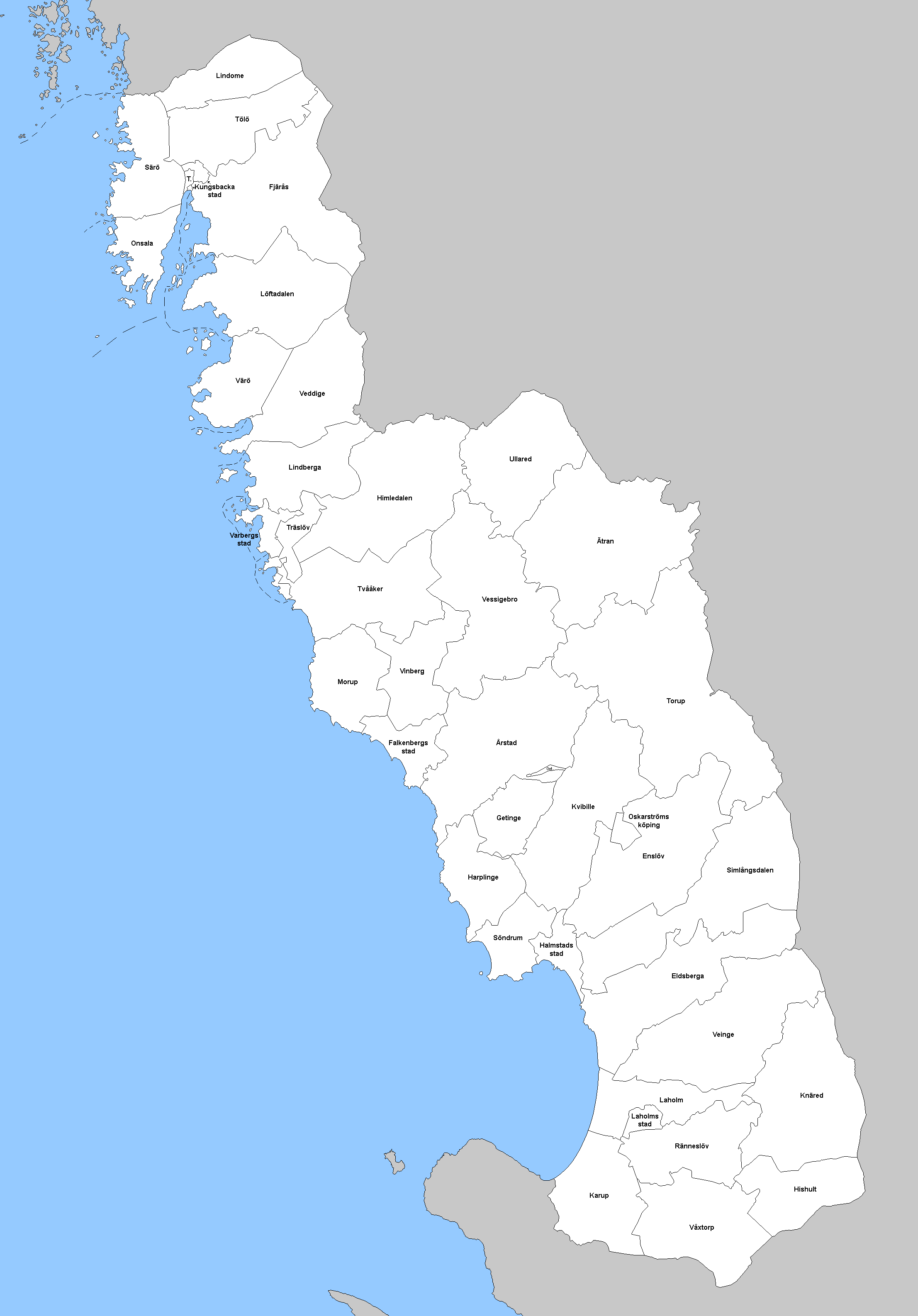
Kommuner i Hallands län 1952. Notera att länsgränsen har ändrats sedan dess. Lindome har överförts till Göteborgs och Bohus län (idag Västra Götalands län), del av Karup (Östra Karups socken) har överförts till Kristianstads län(idag Skåne län) och Hallands län har mottagit Hylte och Kungsäters landskommuner samt del av Unnaryd och Högvad.

Städer (5 st):
| - Falkenbergs stad - Halmstads stad - Kungsbacka stad | - Laholms stad - Varbergs stad |

Köpingar (1 st):
| - Oskarströms köping |

Landskommuner (33 st):
| - Eldsberga landskommun - Enslövs landskommun - Fjärås landskommun - Getinge landskommun - Harplinge landskommun - Himledalens landskommun - Hishults landskommun - Karups landskommun - Knäreds landskommun - Kvibille landskommun - Laholms landskommun - Lindberga landskommun - Lindome landskommun - Löftadalens landskommun - Morups landskommun - Onsala landskommun - Ränneslövs landskommun | - Simlångsdalens landskommun - Särö landskommun - Söndrums landskommun - Torups landskommun - Träslövs landskommun - Tvååkers landskommun - Tölö landskommun - Ullareds landskommun - Veddige landskommun - Veinge landskommun - Vessigebro landskommun - Vinbergs landskommun - Våxtorps landskommun - Värö landskommun - Årstads landskommun - Ätrans landskommun |

### Förändringar 1952–1970
1 januari 1967
- Simlångsdalens landskommun uppgick i Halmstads stad.
- Träslövs landskommun uppgick i Varbergs stad.

1 januari 1969
- Tölö landskommun uppgick i Kungsbacka stad.

## Göteborgs och Bohus län

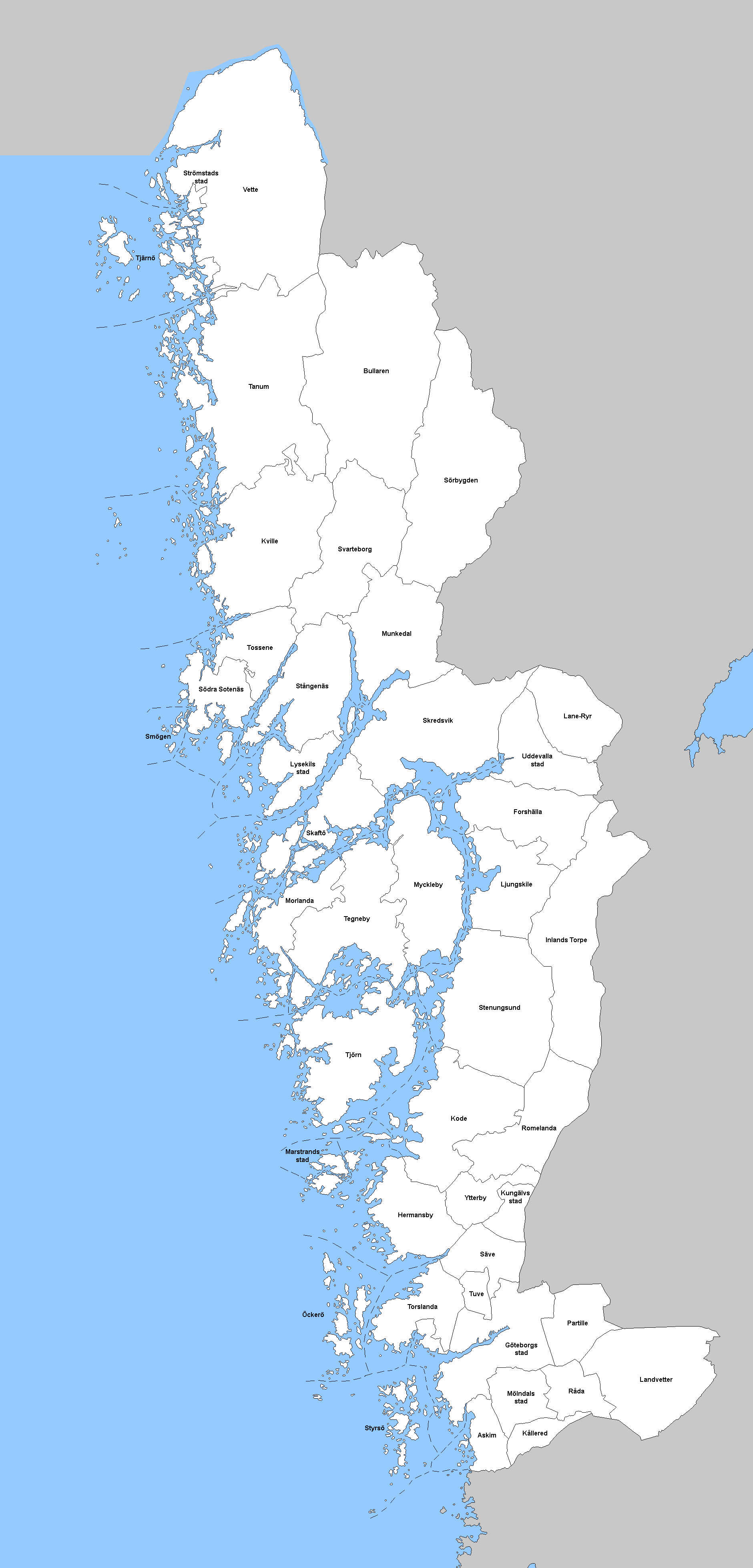
Kommuner i Göteborgs och Bohus län den 1 januari 1952. Notera att länsgränsen har ändrats sedan dess.

Städer (7 st):
| - Göteborgs stad - Kungälvs stad - Lysekils stad - Marstrands stad | - Mölndals stad - Strömstads stad - Uddevalla stad |

Landskommuner (37 st):
| - Askims landskommun - Bullarens landskommun - Forshälla landskommun - Hermansby landskommun - Inlands Torpe landskommun - Kode landskommun - Kville landskommun - Kållereds landskommun - Landvetters landskommun - Lane-Ryrs landskommun - Ljungskile landskommun - Morlanda landskommun - Munkedals landskommun - Myckleby landskommun - Partille landskommun - Romelanda landskommun - Råda landskommun - Skaftö landskommun - Skredsviks landskommun | - Smögens landskommun - Stenungsunds landskommun - Styrsö landskommun - Stångenäs landskommun - Svarteborgs landskommun - Säve landskommun - Södra Sotenäs landskommun - Sörbygdens landskommun - Tanums landskommun - Tegneby landskommun - Tjärnö landskommun - Tjörns landskommun - Torslanda landskommun - Tossene landskommun - Tuve landskommun - Vette landskommun - Ytterby landskommun - Öckerö landskommun |

### Förändringar 1952–1970
1 januari 1962
- Östra Orusts landskommun bildades av Myckleby landskommun och Tegneby landskommun.

1 januari 1967
- Torslanda landskommun, Tuve landskommun, Säve landskommun samt Bergums församling ur Stora Lundby landskommun och Angereds landskommun från Älvsborgs län uppgick i Göteborgs stad.
- Vette landskommun och Tjärnö landskommun uppgick i Strömstads stad.

## Älvsborgs län

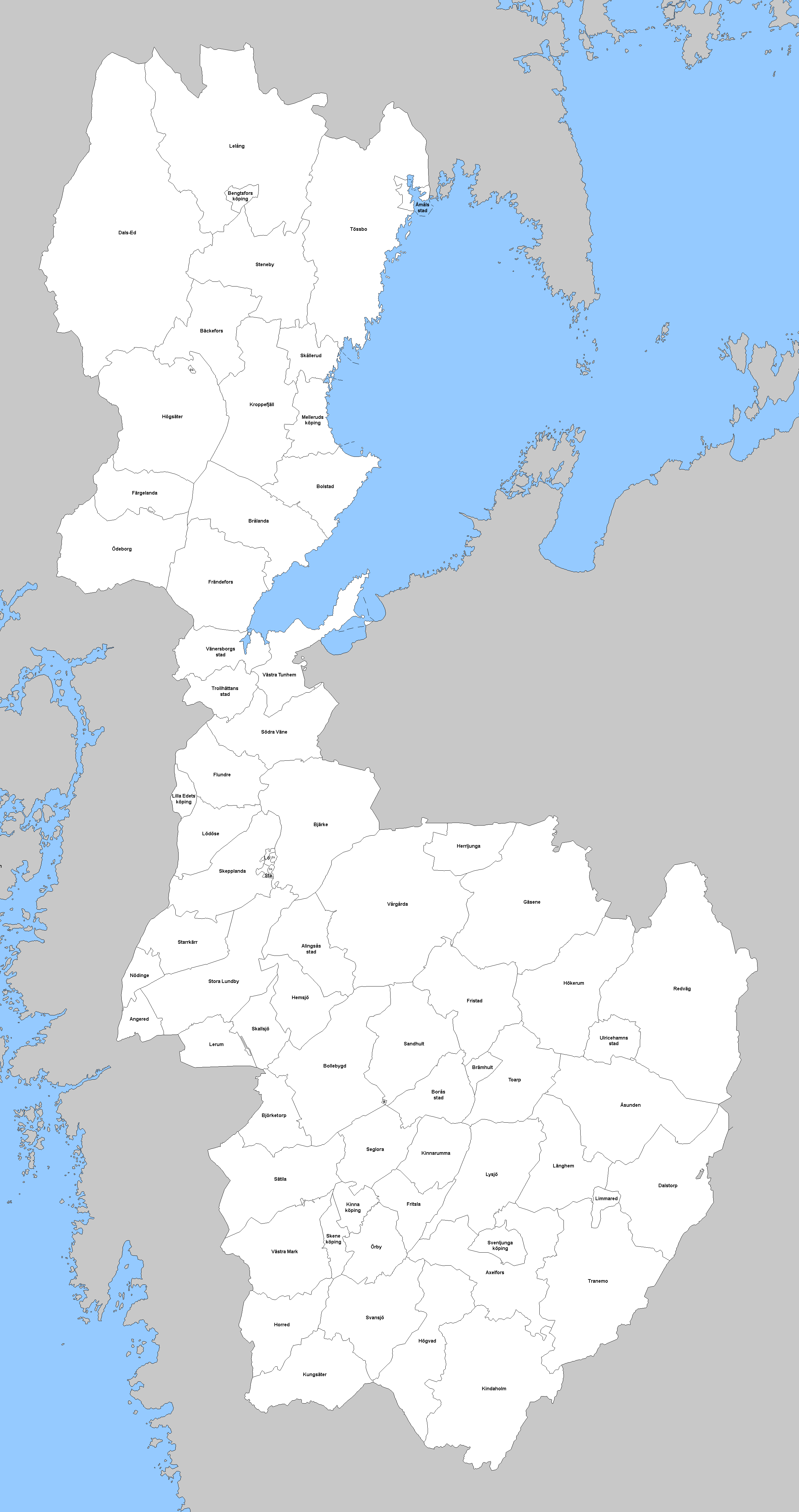
Kommuner i Älvsborgs län 1 januari 1952. Notera att länsgränsen har ändrats sedan dess.

Städer (6 st):
| - Alingsås stad - Borås stad - Trollhättans stad | - Ulricehamns stad - Vänersborgs stad - Åmåls stad |

Köpingar (6 st):
| - Bengtsfors köping - Kinna köping - Lilla Edets köping | - Melleruds köping - Skene köping - Svenljunga köping |

Landskommuner (55 st):
| - Angereds landskommun - Axelfors landskommun - Bjärke landskommun - Björketorps landskommun - Bollebygds landskommun - Bolstads landskommun - Brålanda landskommun - Brämhults landskommun - Bäckefors landskommun - Dals-Eds landskommun - Dalstorps landskommun - Flundre landskommun - Fristads landskommun - Fritsla landskommun - Frändefors landskommun - Färgelanda landskommun - Gäsene landskommun - Hemsjö landskommun - Herrljunga landskommun - Horreds landskommun - Högsäters landskommun - Högvads landskommun - Hökerums landskommun - Kindaholms landskommun - Kinnarumma landskommun - Kroppefjälls landskommun - Kungsäters landskommun - Lelångs landskommun | - Lerums landskommun - Limmareds landskommun - Lysjö landskommun - Länghems landskommun - Lödöse landskommun - Nödinge landskommun - Redvägs landskommun - Sandhults landskommun - Seglora landskommun - Skallsjö landskommun - Skepplanda landskommun - Skålleruds landskommun - Starrkärrs landskommun - Steneby landskommun - Stora Lundby landskommun - Svansjö landskommun - Sätila landskommun - Södra Väne landskommun - Toarps landskommun - Tranemo landskommun - Tössbo landskommun - Vårgårda landskommun - Västra Marks landskommun - Västra Tunhems landskommun - Åsundens landskommun - Ödeborgs landskommun - Örby landskommun |

### Förändringar 1952–1970
1 januari 1953
- Herrljunga landskommun ombildades till Herrljunga köping.

1 januari 1955
- Bälinge församling ur Vårgårda landskommun uppgick i Alingsås stad.

1 januari 1961
- Viskafors landskommun bildades av Kinnarumma landskommun och Seglora landskommun.

1 januari 1967
- Södra Väne landskommun uppgick i Trollhättans stad.
- Angereds landskommun, Bergums församling ur Stora Lundby landskommun samt Valbo-Ryrs församling ur upplösta Ödeborgs landskommun överfördes till Göteborgs och Bohus län. Angereds landskommun och Bergums församling uppgick i Göteborgs stad och Valbo-Ryrs församling uppgick i Munkedals landskommun.
- Den resterande delen av upplösta Ödeborgs landskommun uppgick i Färgelanda landskommun.
- Dalsjöfors landskommun bildades av Toarps landskommun och Dannike församling ur upplösta Länghems landskommun.
- Limmareds landskommun samt de resterande delarna av upplösta Länghems landskommun uppgick i Tranemo landskommun

1 januari 1969
- Skallsjö landskommun samt de resterande delarna av Stora Lundby landskommun uppgick i Lerums landskommun.

## Skaraborgs län

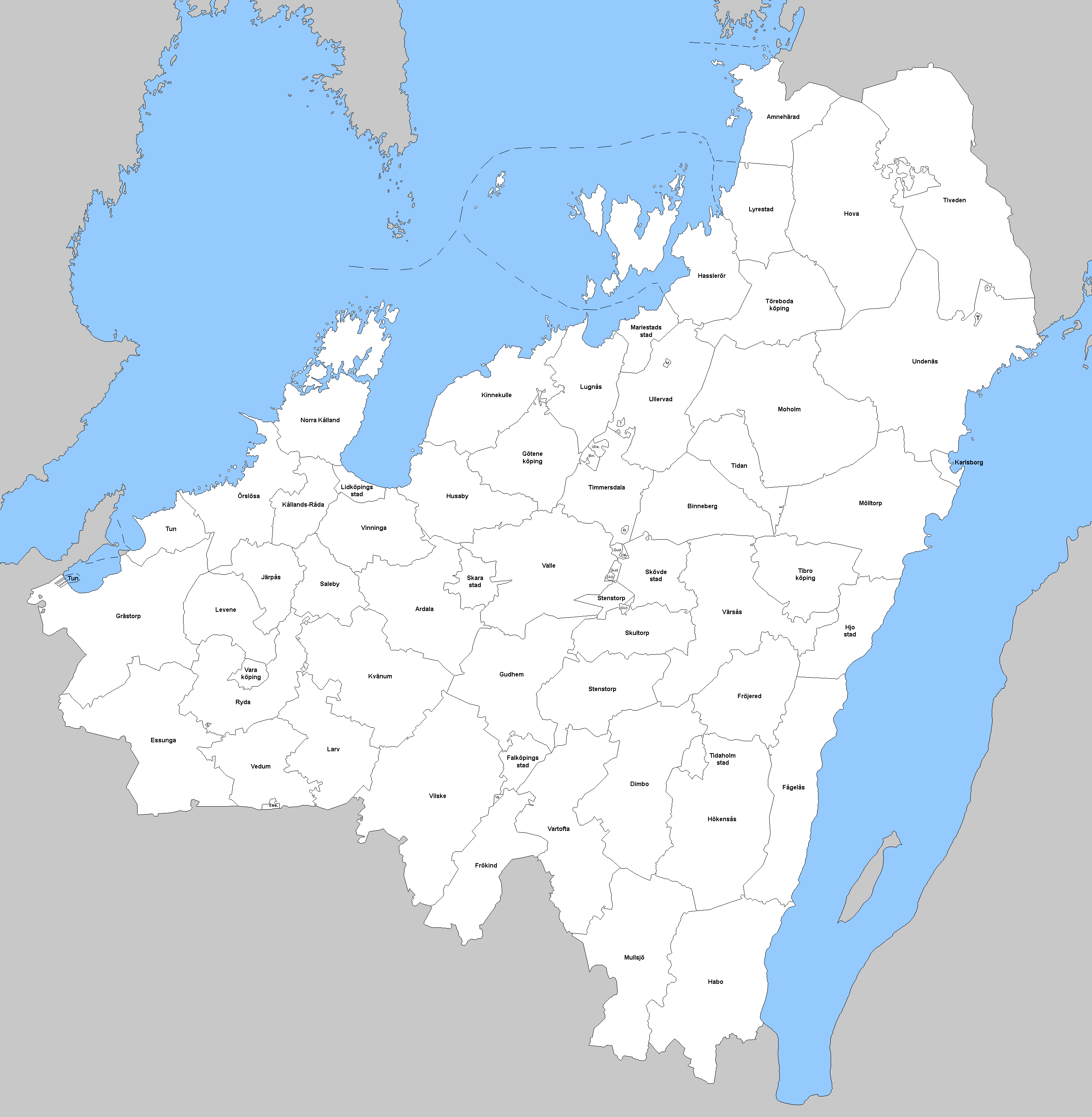
Kommuner i Skaraborgs län 1952. Notera att länsgränsen har ändrats sedan dess. Tivedens landskommun överfördes till Örebro län på 1967. Samtidigt mottogs delar av Redvägs landskommun från Älvsborgs län samt en del av Visnums landskommun i Värmlands län. Skaraborgs län valde att 1998 gå upp i Västra Götalands län. Mullsjö kommun och Habo kommun valde dock att byta län till Jönköpings län vid denna tidpunkt.

Städer (7 st):
| - Falköpings stad - Hjo stad - Lidköpings stad - Mariestads stad | - Skara stad - Skövde stad - Tidaholms stad |

Köpingar (4 st):
| - Götene köping - Tibro köping | - Töreboda köping - Vara köping |

Landskommuner (45 st):
| - Amnehärads landskommun - Ardala landskommun - Binnebergs landskommun - Dimbo landskommun - Essunga landskommun - Fröjereds landskommun - Frökinds landskommun - Fågelås landskommun - Grästorps landskommun - Gudhems landskommun - Habo landskommun - Hasslerörs landskommun - Hova landskommun - Husaby landskommun - Hökensås landskommun - Järpås landskommun - Karlsborgs landskommun - Kinnekulle landskommun - Kvänums landskommun - Kållands-Råda landskommun - Larvs landskommun - Levene landskommun - Lugnås landskommun | - Lyrestads landskommun - Moholms landskommun - Mullsjö landskommun - Mölltorps landskommun - Norra Kållands landskommun - Ryda landskommun - Saleby landskommun - Skultorps landskommun - Stenstorps landskommun - Tidans landskommun - Timmersdala landskommun - Tivedens landskommun - Tuns landskommun - Ullervads landskommun - Undenäs landskommun - Valle landskommun - Vartofta landskommun - Vedums landskommun - Vilske landskommun - Vinninga landskommun - Värsås landskommun - Örslösa landskommun |

### Förändringar 1952–1970
1 januari 1967
- Husaby landskommun och Kinnekulle landskommun uppgick i Götene köping.
- Levene landskommun, Ryda landskommun och Vedums landskommun uppgick i Vara köping.
- Tivedens landskommun uppgick i Laxå köping, Örebro län.

1 januari 1969
- Järpås landskommun, Kållands-Råda landskommun, Norra Kållands landskommun, Saleby landskommun, Tuns landskommun, Vinninga landskommun och Örslösa landskommun uppgick i Lidköpings stad.

## Värmlands län

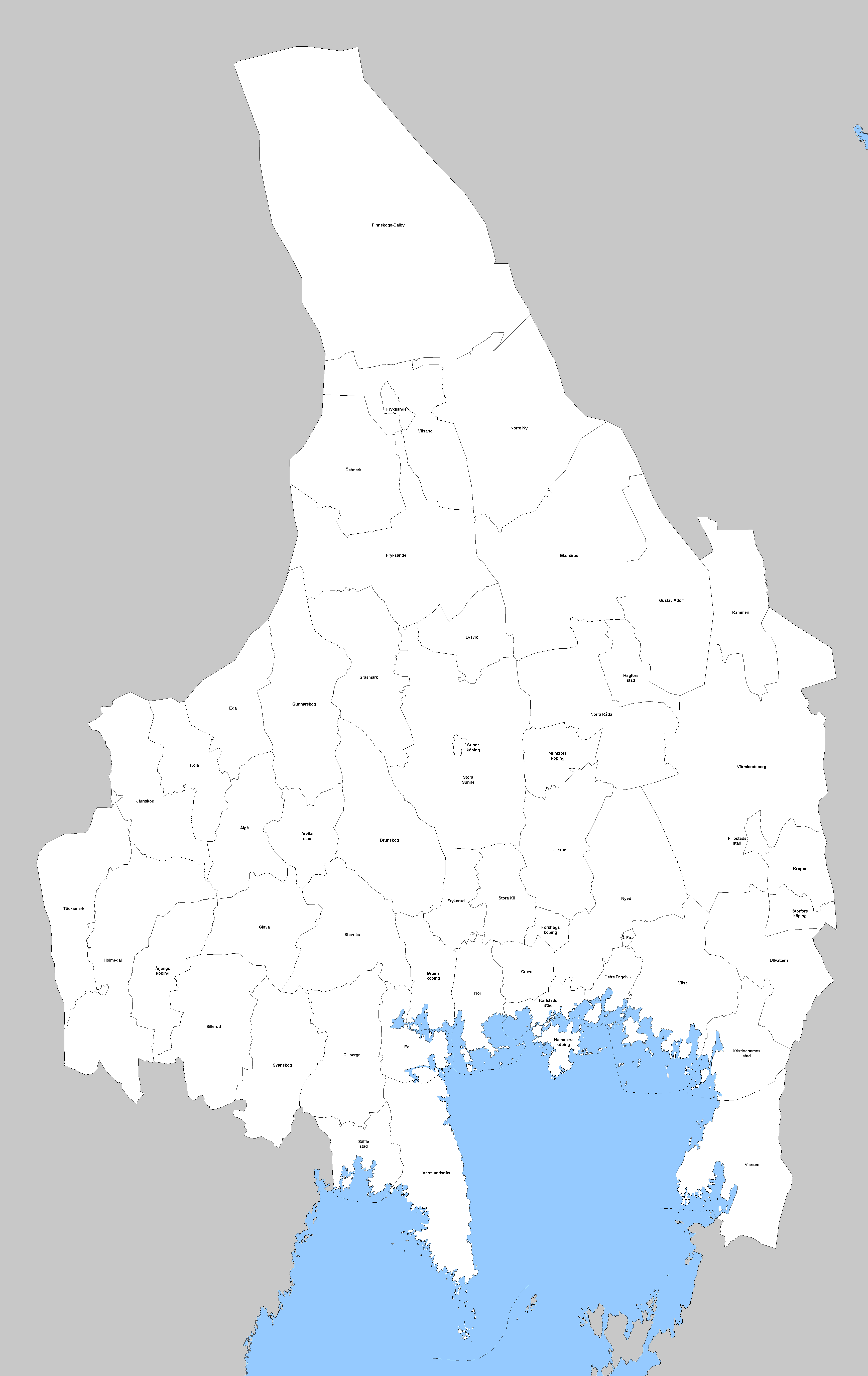
Kommuner i Värmlands län 1952. Notera att länsgränsen har ändrats sedan dess. En del av Visnums landskommun (Södra Råda församling) gick 1971 över till Gullspångs kommun i Skaraborgs län (idag Västra Götalands län).

Städer (6 st):
| - Arvika stad - Filipstads stad - Hagfors stad | - Karlstads stad - Kristinehamns stad - Säffle stad |

Köpingar (7 st):
| - Forshaga köping - Grums köping - Hammarö köping - Munkfors köping | - Storfors köping - Sunne köping - Årjängs köping |

Landskommuner (39 st):
| - Brunskogs landskommun - Eda landskommun - Eds landskommun - Ekshärads landskommun - Finnskoga-Dalby landskommun - Frykeruds landskommun - Fryksände landskommun - Gillberga landskommun - Glava landskommun - Grava landskommun - Gräsmarks landskommun - Gunnarskogs landskommun - Gustav Adolfs landskommun - Holmedals landskommun - Järnskogs landskommun - Kroppa landskommun - Köla landskommun - Lysviks landskommun - Norra Ny landskommun - Norra Råda landskommun | - Nors landskommun - Nyeds landskommun - Rämmens landskommun - Silleruds landskommun - Stavnäs landskommun - Stora Kils landskommun - Stora Sunne landskommun - Svanskogs landskommun - Töcksmarks landskommun - Ulleruds landskommun - Ullvätterns landskommun - Visnums landskommun - Vitsands landskommun - Värmlandsbergs landskommun - Värmlandsnäs landskommun - Väse landskommun - Älgå landskommun - Östmarks landskommun - Östra Fågelviks landskommun |

### Förändringar 1952–1970
1 januari 1963
- Stora Sunne landskommun uppgick i Sunne köping.

1 januari 1967
- Östra Fågelviks landskommun uppgick i Karlstads stad.
- Ullvätterns landskommun uppgick i Storfors köping.
- Torsby landskommun bildades av Fryksände landskommun och Vitsands landskommun.

1 januari 1969
- Eds landskommun uppgick i Grums köping.

## Örebro län

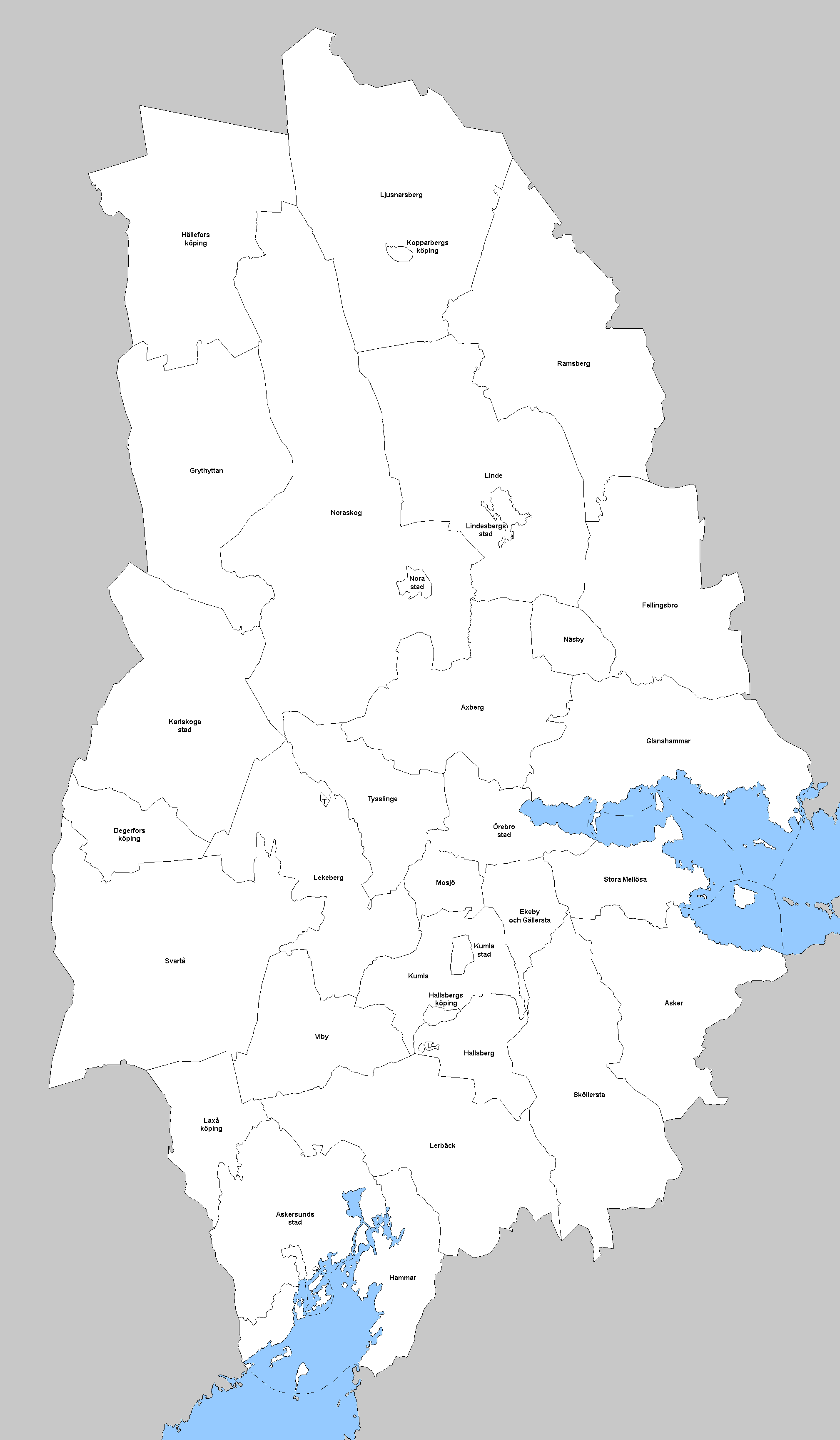
Kommuner i Örebro län 1952. Notera att länsgränsen har ändrats sedan dess. Tivedens landskommun mottogs från Skaraborgs län 1967. Samtidigt överfördes delar av Glanshammars landskommun (Götlunda församling) till Västmanlands län 1974.

Städer (6 st):
| - Askersunds stad - Karlskoga stad - Kumla stad | - Lindesbergs stad - Nora stad - Örebro stad |

Köpingar (5 st):
| - Degerfors köping - Hallsbergs köping - Hällefors köping | - Kopparbergs köping - Laxå köping |

Landskommuner (22 st):
| - Askers landskommun - Axbergs landskommun - Ekeby och Gällersta landskommun - Fellingsbro landskommun - Glanshammars landskommun - Grythyttans landskommun - Hallsbergs landskommun - Hammars landskommun - Kumla landskommun - Lekebergs landskommun - Lerbäcks landskommun | - Linde landskommun - Ljusnarsbergs landskommun - Mosjö landskommun - Noraskogs landskommun - Näsby landskommun - Ramsbergs landskommun - Sköllersta landskommun - Stora Mellösa landskommun - Svartå landskommun - Tysslinge landskommun - Viby landskommun |

### Förändringar 1952–1970
1 januari 1955
- Näsby landskommun ombildades till Frövi köping.

1 januari 1962
- Ljusnarsbergs köping bildades av Kopparbergs köping och Ljusnarsbergs landskommun.

1 januari 1963
- Hallsbergs landskommun uppgick i Hallsbergs köping.

1 januari 1965
- Noraskogs landskommun uppgick i Nora stad.
- Viby landskommun uppgick i Hallsbergs köping.

1 januari 1967
- Kumla landskommun uppgick i Kumla stad.
- Grythyttans landskommun och Hjulsjö församling ur Nora stad uppgick i Hällefors köping.
- Mosjö landskommun uppgick i Örebro stad.
- Nysunds församling ur upplösta Svartå landskommun uppgick i Degerfors köping.
- Tivedens landskommun från Skaraborgs län och Skagershults församling ur upplösta Svartå landskommun uppgick i Laxå köping.
- Kvistbro församling ur upplösta Svartå landskommun och Tångeråsa församling ur Hallsbergs köping uppgick i Lekebergs landskommun.

1 januari 1969
- Linde landskommun uppgick i Lindesbergs stad.

## Västmanlands län

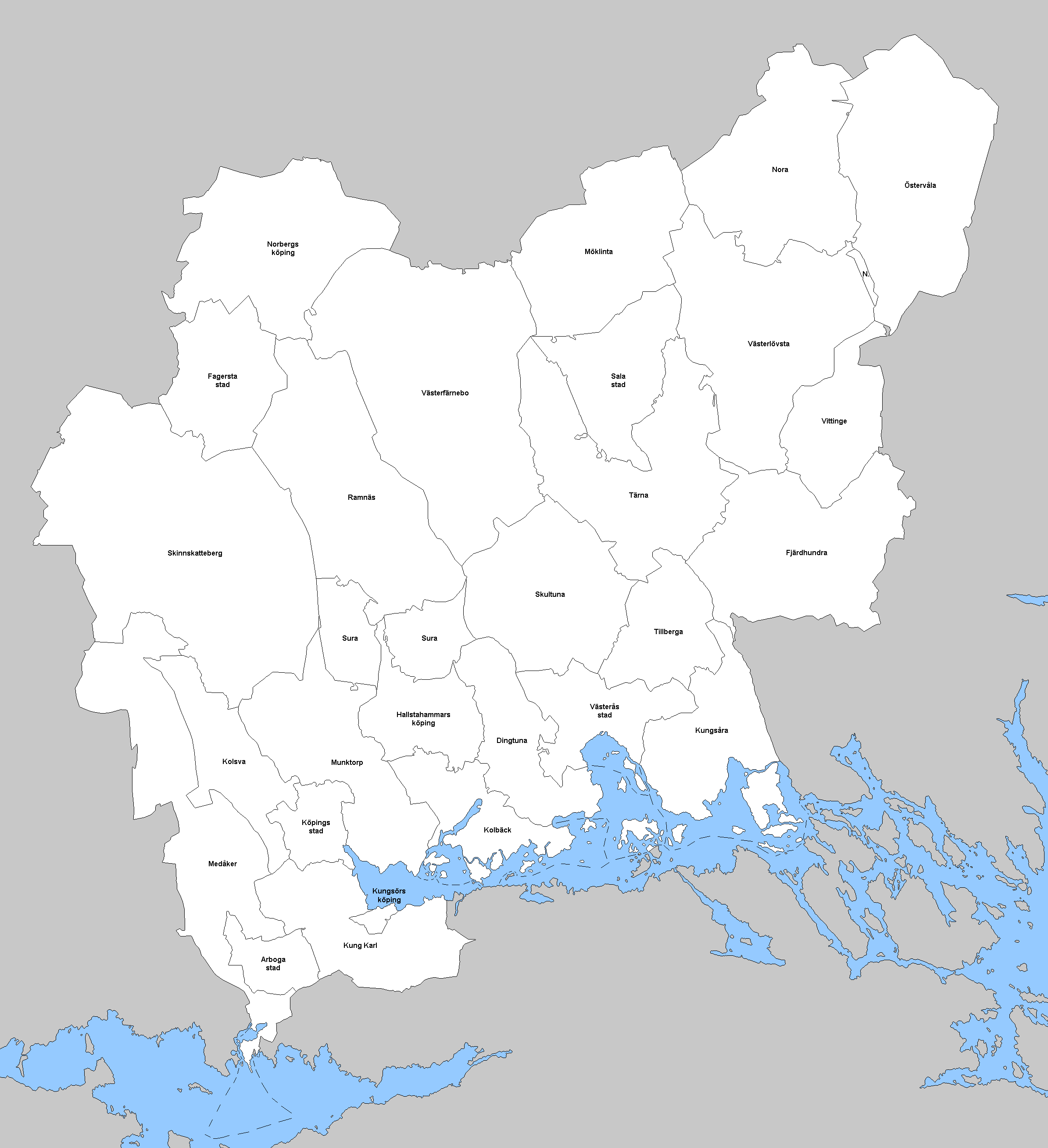
Kommuner i Västmanlands län 1952. Notera att länsgränsen har ändrats sedan dess. Del av Glanshammars landskommun (Götlunda församling) mottogs från Örebro län på 1970-talet. Samtidigt överfördes Fjärdhundra landskommun till Uppsala län (Enköpings kommun). År 2007 överfördes också Heby kommun (på kartan är detta Östervåla, Vittinge, Västerlövsta och Nora) till Uppsala län.

Städer (5 st):
| - Arboga stad - Fagersta stad - Köpings stad | - Sala stad - Västerås stad |

Köpingar (3 st):
| - Hallstahammars köping - Kungsörs köping | - Norbergs köping |

Landskommuner (20 st):
| - Dingtuna landskommun - Fjärdhundra landskommun - Kolbäcks landskommun - Kolsva landskommun - Kung Karls landskommun - Kungsåra landskommun - Medåkers landskommun - Munktorps landskommun - Möklinta landskommun - Nora landskommun | - Ramnäs landskommun - Skinnskattebergs landskommun - Skultuna landskommun - Sura landskommun - Tillberga landskommun - Tärna landskommun - Vittinge landskommun - Västerfärnebo landskommun - Västerlövsta landskommun - Östervåla landskommun |

### Förändringar 1952–1970
1 januari 1963
- Surahammars landskommun bildades av Sura landskommun och Ramnäs landskommun.

1 januari 1967
- Västervåla församling ur Surahammars landskommun uppgick i Fagersta stad.
- Skultuna landskommun, Dingtuna landskommun, Tillberga landskommun och Kungsåra landskommun uppgick i Västerås stad.

## Kopparbergs län

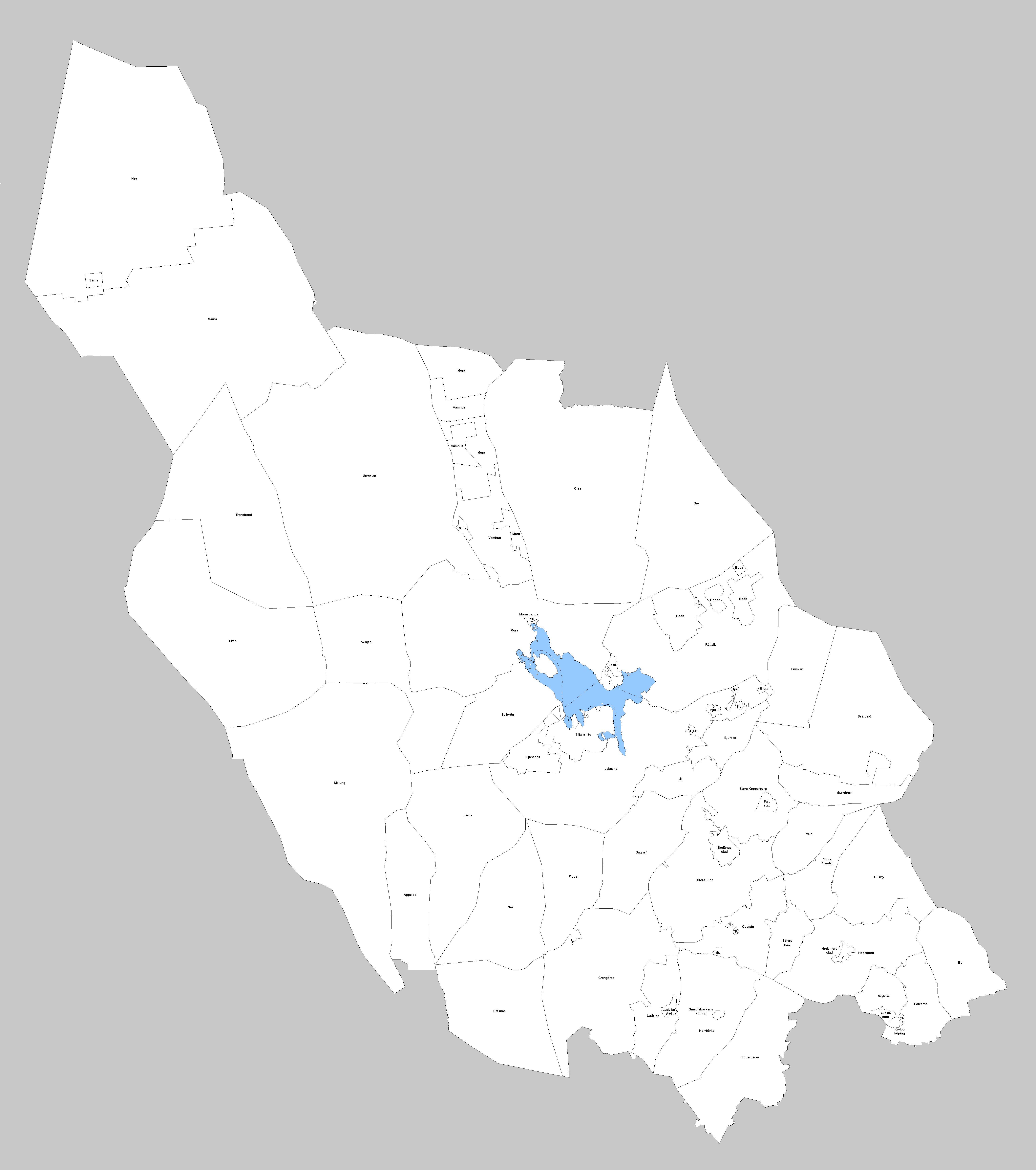
Kommuner i Kopparbergs län 1952. Notera att länsgränsen har ändrats sedan dess.

Städer (6 st):
| - Avesta stad - Borlänge stad | - Falu stad - Hedemora stad | - Ludvika stad - Säters stad |

Köpingar (3 st):
| - Krylbo köping | - Morastrands köping | - Smedjebackens köping |

Landskommuner (41 st):
| - Bjursås landskommun - Boda landskommun - By landskommun - Envikens landskommun - Floda landskommun - Folkärna landskommun - Gagnefs landskommun - Grangärde landskommun - Grytnäs landskommun - Gustafs landskommun - Hedemora landskommun - Husby landskommun - Idre landskommun - Järna landskommun - Leksands landskommun - Lima landskommun - Ludvika landskommun - Malungs landskommun - Mora landskommun - Norrbärke landskommun - Nås landskommun | - Ore landskommun - Orsa landskommun - Rättviks landskommun - Siljansnäs landskommun - Solleröns landskommun - Stora Kopparbergs landskommun - Stora Skedvi landskommun - Stora Tuna landskommun - Sundborns landskommun - Svärdsjö landskommun - Säfsnäs landskommun - Särna landskommun - Söderbärke landskommun - Transtrands landskommun - Venjans landskommun - Vika landskommun - Våmhus landskommun - Åls landskommun - Älvdalens landskommun - Äppelbo landskommun |

### Förändringar 1952–1970
1 januari 1959
- Mora köping bildades av Mora landskommun och Morastrands köping.

1 januari 1963
- Ludvika landskommun uppgick i Ludvika stad.
- Boda landskommun uppgick i Rättviks landskommun.

1 januari 1967
- Krylbo köping, By landskommun, Folkärna landskommun och Grytnäs landskommun uppgick i Avesta stad.
- Stora Kopparbergs landskommun och Vika landskommun uppgick i Falu stad.
- Hedemora landskommun och Husby landskommun uppgick i Hedemora stad.
- Norrbärke landskommun uppgick i Smedjebackens köping.

## Gävleborgs län

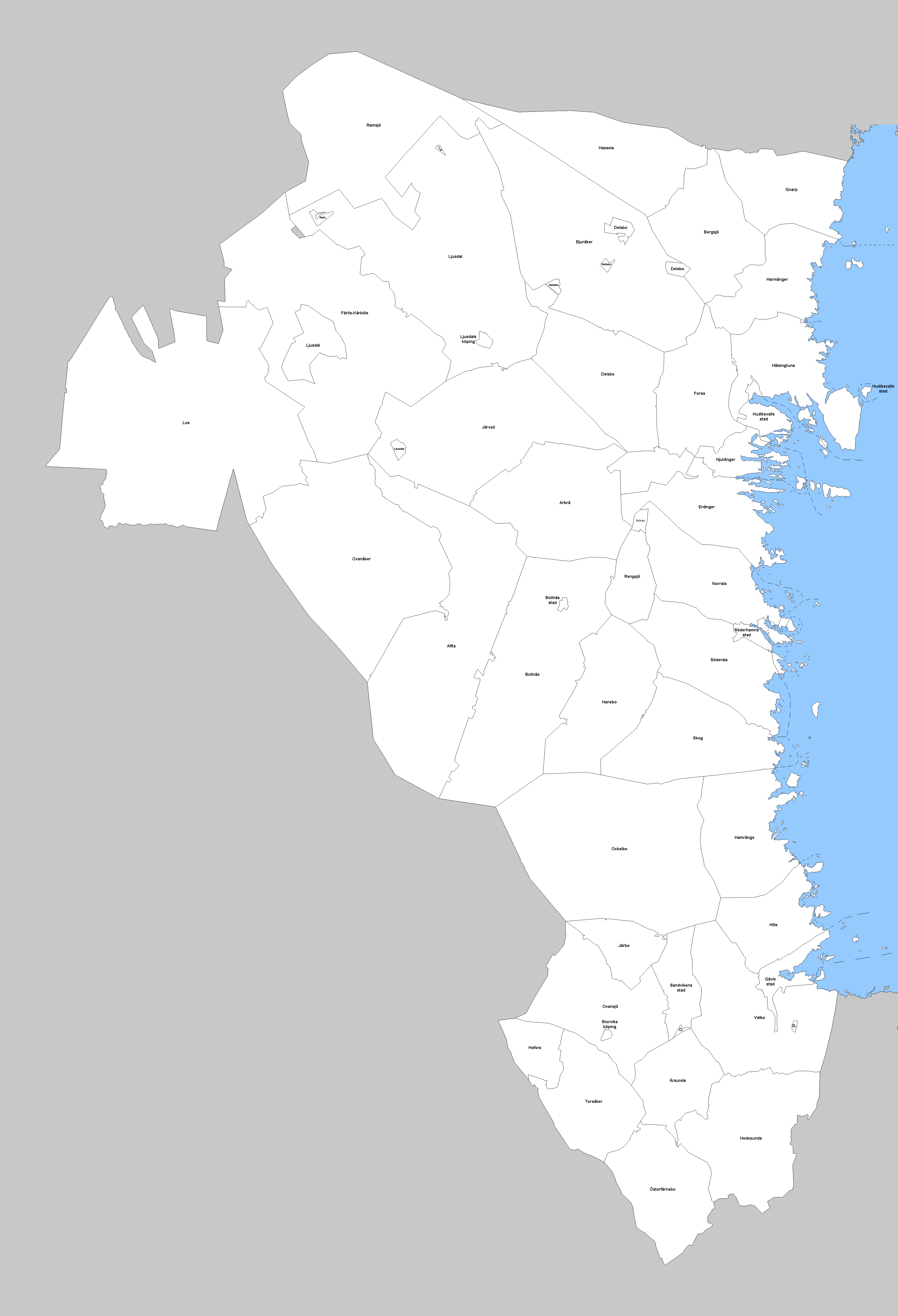
Kommuner i Gävleborgs län 1952. Notera att länsgränsen har ändrats sedan dess.

Städer (5 st):
| - Bollnäs stad - Gävle stad - Hudiksvalls stad | - Sandvikens stad - Söderhamns stad |

Köpingar (2 st):
| - Ljusdals köping | - Storviks köping |

Landskommuner (35 st):
| - Alfta landskommun - Arbrå landskommun - Bergsjö landskommun - Bjuråkers landskommun - Bollnäs landskommun - Delsbo landskommun - Enångers landskommun - Forsa landskommun - Färila-Kårböle landskommun - Gnarps landskommun - Hamrånge landskommun - Hanebo landskommun - Harmångers landskommun - Hassela landskommun - Hedesunda landskommun - Hille landskommun - Hofors landskommun - Hälsingtuna landskommun | - Järbo landskommun - Järvsö landskommun - Ljusdals landskommun - Los landskommun - Njutångers landskommun - Norrala landskommun - Ockelbo landskommun - Ovansjö landskommun - Ovanåkers landskommun - Ramsjö landskommun - Rengsjö landskommun - Skogs landskommun - Söderala landskommun - Torsåkers landskommun - Valbo landskommun - Årsunda landskommun - Österfärnebo landskommun |

### Förändringar 1952–1970
23 januari 1953
- Färila-Kårböle landskommun bytte namn till Färila landskommun.

1 januari 1959
- Bollnäs landskommun uppgick i Bollnäs stad.

1 januari 1963
- Ljusdals landskommun uppgick i Ljusdals köping.
- Iggesunds landskommun bildades av Enångers landskommun och Njutångers landskommun.

1 januari 1965
- Hälsingtuna landskommun uppgick i Hudiksvalls stad.

1 januari 1969
- Hamrånge landskommun, Hedesunda landskommun och Hille landskommun uppgick i Gävle stad.

## Västernorrlands län
Städer (5 st):
| - Härnösands stad - Kramfors stad - Sollefteå stad | - Sundsvalls stad - Örnsköldsviks stad |

Köpingar (3 st):
| - Sköns köping | - Timrå köping | - Ånge köping |

Landskommuner (36 st):

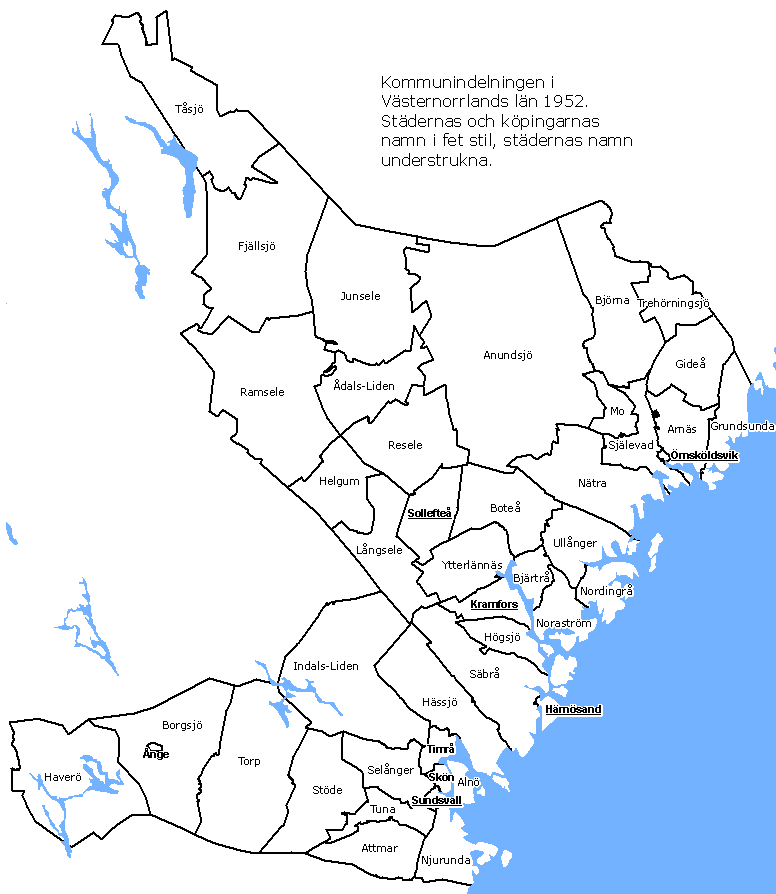
Kommunindelningen i Västernorrlands län 1952. Notera att länsgränsen har ändrats sedan dess. De dåvarande landskommunerna Fjällsjö och Tåsjö har överförts till Jämtlands län.

| - Alnö landskommun - Anundsjö landskommun - Arnäs landskommun - Attmars landskommun - Bjärtrå landskommun - Björna landskommun - Borgsjö landskommun - Boteå landskommun - Fjällsjö landskommun - Gideå landskommun - Grundsunda landskommun - Haverö landskommun - Helgums landskommun - Hässjö landskommun - Högsjö landskommun - Indals-Lidens landskommun - Junsele landskommun - Långsele landskommun | - Mo landskommun - Njurunda landskommun - Nora och Skogs landskommun (bytte samma år namn till Noraströms landskommun) - Nordingrå landskommun - Nätra landskommun - Ramsele landskommun - Resele landskommun - Selångers landskommun - Själevads landskommun - Stöde landskommun - Säbrå landskommun - Torps landskommun - Trehörningsjö landskommun - Tuna landskommun - Tåsjö landskommun - Ullångers landskommun - Ytterlännäs landskommun - Ådals-Lidens landskommun |

### Förändringar 1952–1970
1 januari 1963
- Matfors landskommun bildades av Attmars landskommun och Tuna landskommun.
- Mo landskommun uppgick i Själevads landskommun.
- Arnäs landskommun uppgick i Örnsköldsviks stad.

1 januari 1965
- Alnö landskommun, Selångers landskommun och Sköns köping uppgick i Sundsvalls stad.

1 januari 1967
- Tåsjö landskommun uppgick i Fjällsjö landskommun.

1 januari 1969
- Högsjö landskommun och Säbrå landskommun uppgick i Härnösands stad.

## Jämtlands län

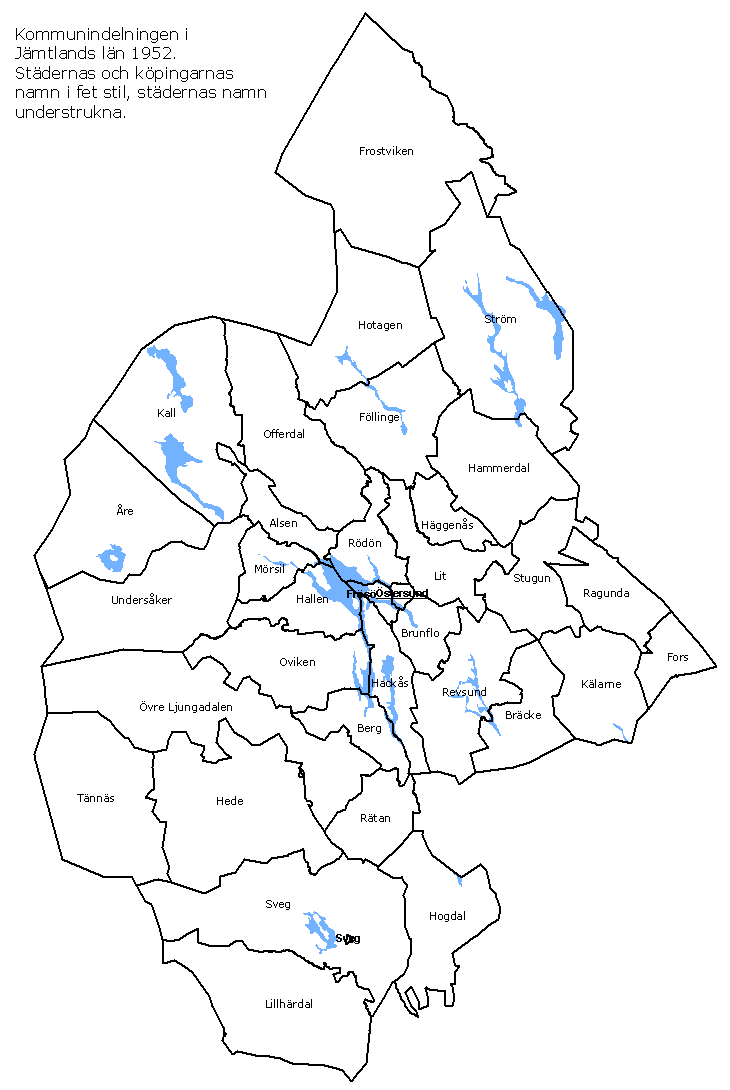
Kommunindelningen i Jämtlands län 1952. Notera att länsgränsen har ändrats sedan dess. Jämtlands län har mottagit Fjällsjö och Tåsjö dåvarande landskommuner från Västernorrlands län. Vidare har en del mindre justeringar skett av länsgränsen mellan Jämtlands län och Kopparbergs län (idag Dalarnas län).

Jämtlands län bestod efter kommunreformen 1952 av 35 kommuner, varav en stad, två köpingar och 32 landskommuner. Innan reformens genomförande fanns det 62 kommuner i länet, varav 59 landskommuner. Staden och köpingarna förblev oförändrade.
Städer (1 st):
| - Östersunds stad |

Köpingar (2 st):
| - Frösö köping | - Svegs köping |

Landskommuner (32 st):
| - Alsens landskommun - Bergs landskommun - Brunflo landskommun - Bräcke landskommun - Fors landskommun - Frostvikens landskommun - Föllinge landskommun - Hackås landskommun - Hallens landskommun - Hammerdals landskommun - Hede landskommun - Hogdals landskommun - Hotagens landskommun - Häggenås landskommun - Kalls landskommun - Kälarne landskommun | - Lillhärdals landskommun - Lits landskommun - Mörsils landskommun - Offerdals landskommun - Ovikens landskommun - Ragunda landskommun - Revsunds landskommun - Rätans landskommun - Rödöns landskommun - Ströms landskommun - Stuguns landskommun - Svegs landskommun - Tännäs landskommun - Undersåkers landskommun - Åre landskommun - Övre Ljungadalens landskommun |

### Förändringar 1952–1970
1 januari 1963
- Häggenås landskommun uppgick i Lits landskommun.

1 januari 1967
- Svegs landskommun uppgick i Svegs köping.

1 januari 1969
- Hotagens landskommun uppgick i Föllinge landskommun.

## Västerbottens län

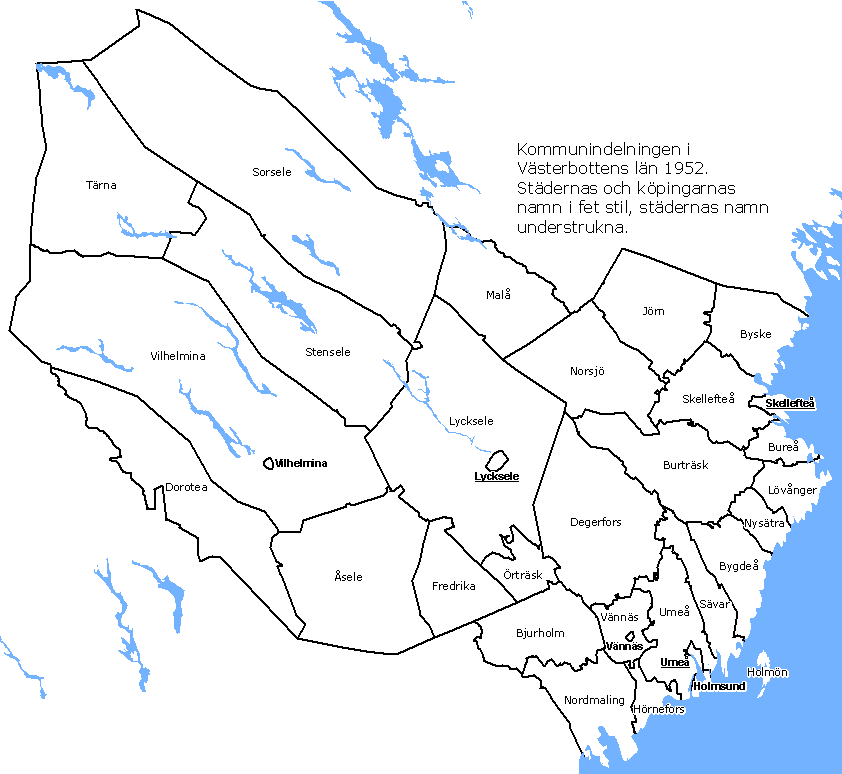
Kommunindelningen i Västerbottens län 1952. Länsgränsen är den samma idag som då.

Städer (3 st):
| - Lycksele stad - Skellefteå stad | - Umeå stad |

Köpingar (3 st):
| - Holmsunds köping - Vilhelmina köping | - Vännäs köping |

Landskommuner (27 st):
| - Bjurholms landskommun - Bureå landskommun - Burträsks landskommun - Bygdeå landskommun - Byske landskommun - Degerfors landskommun - Dorotea landskommun - Fredrika landskommun - Holmöns landskommun - Hörnefors landskommun - Jörns landskommun - Lycksele landskommun - Lövångers landskommun - Malå landskommun | - Nordmalings landskommun - Norsjö landskommun - Nysätra landskommun - Skellefteå landskommun - Sorsele landskommun - Stensele landskommun - Sävars landskommun - Tärna landskommun - Umeå landskommun - Vilhelmina landskommun - Vännäs landskommun - Åsele landskommun - Örträsks landskommun |

### Förändringar 1952–1970
1 januari 1959
- Åsele landskommun ombildades till Åsele köping.

1 januari 1965
- Umeå landskommun uppgick i Umeå stad.
- Vilhelmina landskommun uppgick i Vilhelmina köping.

1 januari 1967
- Bureå landskommun, Byske landskommun, Jörns landskommun och Skellefteå landskommun uppgick i Skellefteå stad.

1 januari 1969
- Degerfors landskommun bytte namn till Vindelns landskommun.

## Norrbottens län

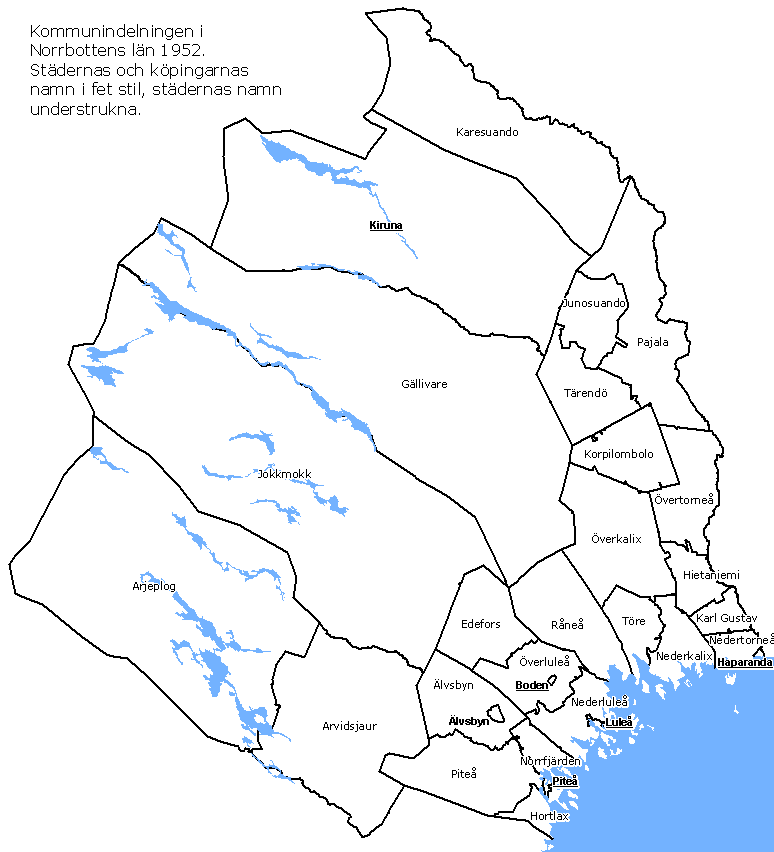
Kommunindelningen i Norrbottens län 1952. Länsgränsen är den samma idag som då.

Städer (5 st):
| - Bodens stad - Haparanda stad - Kiruna stad | - Luleå stad - Piteå stad |

Köpingar (1 st):
| - Älvsbyns köping |

Landskommuner (24 st):
| - Arjeplogs landskommun - Arvidsjaurs landskommun - Edefors landskommun - Gällivare landskommun - Hietaniemi landskommun - Hortlax landskommun - Jokkmokks landskommun - Junosuando landskommun - Karesuando landskommun - Karl Gustavs landskommun - Korpilombolo landskommun - Nederkalix landskommun | - Nederluleå landskommun - Nedertorneå landskommun - Norrfjärdens landskommun - Pajala landskommun - Piteå landskommun - Råneå landskommun - Tärendö landskommun - Töre landskommun - Älvsby landskommun - Överkalix landskommun - Överluleå landskommun - Övertorneå landskommun |

### Förändringar 1952–1970
1 januari 1967
- Överluleå landskommun och Gunnarsbyns församling ur Råneå landskommun uppgick i Bodens stad.
- Nedertorneå landskommun och Karl Gustavs landskommun uppgick i Haparanda stad.
- Kalix landskommun bildades av Nederkalix landskommun och Töre landskommun.
- Hortlax landskommun, Norrfjärdens landskommun och Piteå landskommun uppgick i Piteå stad.

1 januari 1969
- Nederluleå landskommun och den återstående delen av Råneå landskommun (Råneå församling) uppgick i Luleå stad.
- Älvsby landskommun uppgick i Älvsbyns köping.
- Hietaniemi landskommun uppgick i Övertorneå landskommun.